# Lịch sử Myanmar
Lịch sử Myanmar (còn được gọi là Miến Điện;tiếng Miến Điện: မြန်မာ့သမိုင်း) bao gồm giai đoạn từ khi có những cư dân đầu tiên được biết đến cách đây 13.000 năm cho đến ngày nay. Những cư dân sớm nhất được ghi nhận trong lịch sử là một nhóm người nói ngôn ngữ Tạng-Miến đã thành lập các thành bang Pyu, mở rộng đến tận phía nam như Pyay và đã tiếp nhận Phật giáo Theravada.
Một nhóm khác, người Bamar, đã tiến vào thung lũng thượng Irrawaddy vào đầu thế kỷ 9. Họ tiếp tục thành lập Vương quốc Pagan (1044–1297), lần đầu tiên thống nhất thung lũng Irrawaddy và các khu vực xung quanh. Trong giai đoạn này, ngôn ngữ và văn hóa Miến Điện dần thay thế các chuẩn mực người Pyu. Sau cuộc xâm lược đầu tiên quân Mông Cổ vào Miến Điện năm 1287, một số vương quốc nhỏ, trong đó Vương quốc Ava, Vương quốc Hanthawaddy, Vương quốc Mrauk U và các tiểu quốc Shan là những quyền lực chính, đã thống trị vùng đất này, kèm theo những liên minh thay đổi liên tục và các cuộc chiến tranh không ngừng. Từ thời điểm này, lịch sử Miến Điện đã được đặc trưng bởi những cuộc đấu tranh địa chính trị giữa nhóm dân tộc Miến và nhiều nhóm dân tộc nhỏ hơn xung quanh họ.
Trong nửa sau thế kỷ 16, triều đại Taungoo (1510–1752) đã tái thống nhất đất nước và thành lập đế chế lớn nhất trong lịch sử Đông Nam Á trong một thời gian ngắn. Các vị vua Taungoo sau này đã thực hiện một số cải cách hành chính và kinh tế quan trọng, tạo ra một vương quốc nhỏ hơn, hòa bình và thịnh vượng hơn vào thế kỷ 17 và đầu thế kỷ 18. Trong nửa sau thế kỷ 18, triều đại Konbaung (1752–1885) đã khôi phục vương quốc và tiếp tục các cải cách Taungoo, tăng cường sự cai trị trung ương ở các vùng ngoại vi và tạo ra một trong những quốc gia có trình độ dân trí cao nhất châu Á. Triều đại này cũng đã tham gia chiến tranh với tất cả các nước láng giềng. Các cuộc chiến tranh Anh-Miến (1824–85) cuối cùng đã dẫn đến sự cai trị thuộc địa Anh.
Sự cai trị Anh đã mang lại nhiều thay đổi lâu dài về xã hội, kinh tế, văn hóa và hành chính, hoàn toàn biến đổi xã hội nông nghiệp trước đây. Sự cai trị Anh đã làm nổi bật sự khác biệt giữa các nhóm dân tộc đa dạng Miến Điện. Kể từ khi giành được độc lập năm 1948, Miến Điện đã trải qua một trong những cuộc nội chiến kéo dài nhất, liên quan đến các nhóm nổi dậy đại diện cho các nhóm thiểu số chính trị và dân tộc cùng với các chính phủ trung ương kế tiếp. Myanmar đã nằm dưới sự cai trị quân đội dưới nhiều hình thức khác nhau từ năm 1962 đến 2010 và một lần nữa từ năm 2021 đến nay, và trong quá trình tuần hoàn này, đã trở thành một trong những quốc gia kém phát triển nhất thế giới.

## Thời kỳ đầu (trước thế kỷ 9)

### Tiền sử
Các bằng chứng khảo cổ sớm nhất cho thấy các nền văn hóa đã tồn tại ở Myanmar sớm nhất là vào khoảng năm 11.000 TCN. Hầu hết các dấu hiệu định cư ban đầu được tìm thấy ở vùng khô cằn miền trung, nơi các địa điểm rải rác xuất hiện gần sông Irrawaddy. Thời kỳ Anyathian, hay Thời kỳ Đồ Đá của Myanmar, tồn tại trong một khoảng thời gian được cho là tương đương với thời kỳ đồ đá cũ hạ và trung ở châu Âu. Thời kỳ Đồ Đá Mới, khi cây trồng và động vật lần đầu tiên được thuần hóa và các công cụ đá mài xuất hiện, được chứng minh ở Myanmar qua ba hang động gần Taunggyi, nằm ở rìa cao nguyên Shan, có niên đại từ 10.000 đến 6.000 TCN.
Khoảng năm 1500 TCN, người dân trong khu vực đã bắt đầu chuyển đổi đồng thành đồng thau, trồng lúa và thuần hóa gà và lợn; họ là một trong những nhóm người đầu tiên trên thế giới làm điều này. Đến năm 500 TCN, các khu định cư làm đồ sắt đã xuất hiện ở khu vực phía nam Mandalay ngày nay. Những quan tài trang trí bằng đồng và các khu mộ chứa đầy các hiện vật bằng đất nung đã được khai quật. Bằng chứng khảo cổ tại Thung lũng Samon, phía nam Mandalay, cho thấy các khu định cư trồng lúa đã buôn bán với Trung Quốc từ khoảng 500 TCN đến 200 Công nguyên. Trong thời kỳ Đồ Sắt, các bằng chứng khảo cổ từ Thung lũng Samon cũng tiết lộ những thay đổi trong thực hành mai táng trẻ sơ sinh bị ảnh hưởng nhiều từ Ấn Độ. Những thay đổi này bao gồm việc chôn cất trẻ sơ sinh trong các bình, mà kích thước chúng phản ánh địa vị gia đình.

### Các thị quốc Pyu
Người Pyu tiến vào thung lũng sông Irrawaddy từ khu vực mà ngày nay là tỉnh Vân Nam vào khoảng thế kỷ 2 TCN và sau đó thành lập các thành bang khắp thung lũng này. Quê hương ban đầu người Pyu được cho là quanh Hồ Thanh Hải ở các tỉnh Thanh Hải và Cam Túc ngày nay. Người Pyu là những cư dân sớm nhất Myanmar mà các tài liệu còn sót lại cho thấy. Trong giai đoạn này, Myanmar là một phần tuyến thương mại đường bộ từ Trung Quốc đến Ấn Độ, và việc buôn bán với Ấn Độ đã mang Phật giáo từ miền Nam Ấn Độ đến. Đến thế kỷ thứ 4, nhiều người ở thung lũng Irrawaddy đã chuyển sang Phật giáo. Trong số nhiều thành bang người Pyu, vương quốc lớn nhất và quan trọng nhất là Vương quốc Sri Ksetra, nằm ở phía đông nam thị trấn Pyay hiện đại, và được cho là từng là thủ đô vương quốc. Vào tháng 3 năm 638, người Pyu ở Sri Ksetra đã bắt đầu một lịch mới, sau này trở thành lịch Miến Điện.
Các tài liệu Trung Quốc từ thế kỷ thứ 8 ghi nhận có 18 thành bang Pyu trong thung lũng Irrawaddy và mô tả người Pyu là những người hiền hòa và yêu chuộng hòa bình, hầu như không biết đến chiến tranh và mặc quần áo làm từ bông lụa thay vì tơ thật để không phải giết tằm. Các tài liệu này cũng cho biết người Pyu biết cách tính toán thiên văn và nhiều thiếu niên Pyu tham gia đời sống tu hành từ bảy tuổi cho đến 20 tuổi.
Nền văn minh Pyu kéo dài gần một thiên niên kỷ cho đến đầu thế kỷ 9, khi một nhóm người "kỵ binh nhanh nhẹn" từ phương bắc, người Bamar (người Miến), tiến vào thung lũng thượng Irrawaddy. Vào đầu thế kỷ 9, các thành bang người Pyu ở miền thượng Miến Điện liên tục bị tấn công bởi vương quốc Nam Chiếu (nay là Vân Nam). Năm 832, Nam Chiếu đã tấn công Halingyi, thành bang chính người Pyu và là thủ đô không chính thức sau khi vượt qua Prome. Các nhà khảo cổ học giải thích rằng các văn bản Trung Quốc cổ mô tả việc cướp phá Halingyi năm 832 nói về việc bắt giữ 3.000 tù binh Pyu, sau này trở thành nô lệ Nam Chiếu tại Côn Minh.
Mặc dù các khu định cư người Pyu vẫn tồn tại ở miền thượng Miến Điện cho đến khi Đế chế Pagan xuất hiện vào giữa thế kỷ 11, người Pyu dần dần bị sáp nhập vào vương quốc Pagan đang mở rộng trong bốn thế kỷ tiếp theo. Ngôn ngữ Pyu vẫn tồn tại cho đến cuối thế kỷ 12. Đến thế kỷ 13, người Pyu đã trở thành một phần dân tộc Miến. Lịch sử và truyền thuyết người Pyu cũng được hòa nhập vào lịch sử người Miến.

### Các vương quốc Môn
Theo các học giả thời thuộc địa, từ thế kỷ 6, một nhóm người khác gọi là người Mon bắt đầu tiến vào khu vực Hạ Miến Điện từ các vương quốc Mon Haribhunjaya và Dvaravati, ngày nay là Thái Lan. Đến giữa thế kỷ 9, người Mon đã thành lập ít nhất hai vương quốc nhỏ (hoặc các thành bang lớn) tập trung quanh Bago và Thaton. Tham chiếu ngoại lai sớm nhất về một vương quốc Mon ở Hạ Miến Điện xuất hiện trong giai đoạn 844–848 từ các nhà địa lý Ả Rập. Tuy nhiên, nghiên cứu gần đây cho thấy không có bằng chứng (khảo cổ học hoặc các bằng chứng khác) ủng hộ các giả thuyết thời thuộc địa rằng có một chế độ chính trị nói tiếng Mon tồn tại ở Hạ Miến Điện cho đến cuối thế kỷ 13, và tuyên bố đầu tiên ghi nhận vương quốc Thaton chỉ xuất hiện vào năm 1479.

## Vương triều Pagan thống nhất Myanmar lần thứ nhất (849–1297)

### Trước Pagan
Người Miến Điện đã đến vùng Thượng Miến Điện cùng với các cuộc tấn công của Nam Chiếu vào đầu thế kỷ thứ 9 vào các thành bang Pyu và vẫn ở lại đó (Một số người Miến Điện có thể đã bắt đầu di cư vào thung lũng sông Irrawaddy ở phía thượng lưu từ sớm nhất là thế kỷ thứ 7). Vào khoảng giữa đến cuối thế kỷ thứ 9, Pagan được thành lập như một khu định cư được củng cố tại một vị trí chiến lược trên sông Irrawaddy, gần nơi hợp lưu sông Irrawaddy và nhánh chính là sông Chindwin.
Có thể nơi này đã được thiết kế để giúp Nam Chiếu bình định vùng nông thôn xung quanh. Trong hai trăm năm tiếp theo, tiểu quốc nhỏ này dần dần mở rộng để bao gồm các khu vực xung quanh—khoảng 200 dặm từ bắc xuống nam và 80 dặm từ đông sang tây vào thời điểm Anawrahta lên ngôi năm 1044.

### Đế chế Pagan (1044-1297)

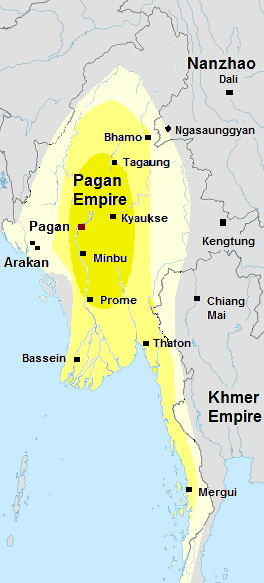
Vương quốc Pagan dưới triều đại Narapatisithu. Các biên niên sử Miến Điện cũng tuyên bố kiểm soát Kengtung và Chiang Mai. Các khu vực cốt lõi được hiển thị bằng màu vàng đậm. Các khu vực ngoại vi được hiển thị bằng màu vàng nhạt. Pagan đã sáp nhập các cảng quan trọng Hạ Miến Điện vào quản lý cốt lõi từ thế kỷ 13.

Trong 30 năm tiếp theo, Anawrahta đã thành lập Vương quốc Pagan, lần đầu tiên thống nhất các vùng đất sau này trở thành Myanmar hiện đại. Đến cuối thế kỷ 12, những người kế vị Anawrahta đã mở rộng ảnh hưởng về phía nam đến thượng bán đảo Mã Lai, ít nhất là đến sông Salween ở phía đông, bên dưới biên giới hiện tại Trung Quốc ở phía bắc xa xôi, và về phía tây đến bắc Arakan và dãy núi Chin. Các biên niên sử Miến Điện tuyên bố quyền tối cao Pagan trên toàn thung lũng Chao Phraya, và các biên niên sử Thái Lan bao gồm cả bán đảo Mã Lai thấp đến eo biển Malacca thuộc phạm vi Pagan.
Vào đầu thế kỷ 12, Pagan đã nổi lên như một cường quốc lớn cùng với Đế chế Khmer ở Đông Nam Á, được công nhận bởi nhà Tống Trung Quốc và triều đại Chola Ấn Độ. Cho đến giữa thế kỷ 13, phần lớn Đông Nam Á lục địa nằm dưới sự kiểm soát Đế chế Pagan hoặc Đế chế Khmer.
Anawrahta cũng thực hiện một loạt các cải cách quan trọng về xã hội, tôn giáo và kinh tế có ảnh hưởng lâu dài trong lịch sử Myanmar. Những cải cách xã hội và tôn giáo của ông sau này đã phát triển thành văn hóa hiện đại Myanmar. Sự phát triển quan trọng nhất là việc giới thiệu Phật giáo Theravada vào Thượng Miến Điện sau khi Pagan chinh phục Vương quốc Thaton vào năm 1057. Được hoàng gia bảo trợ, trường phái Phật giáo này dần dần lan rộng đến cấp độ làng xã trong ba thế kỷ tiếp theo, mặc dù Phật giáo Kim Cương thừa, Đại thừa, Ấn Độ giáo, và tín ngưỡng vật linh vẫn được duy trì mạnh mẽ ở mọi tầng lớp xã hội.
Nền kinh tế Pagan chủ yếu dựa vào vùng canh tác Kyaukse ở phía đông bắc thủ đô và Minbu, phía nam Bagan, nơi người Miến đã xây dựng nhiều đập nước và kênh dẫn mới. Nó cũng được hưởng lợi từ thương mại bên ngoài thông qua các cảng biển của mình. Sự giàu có vương quốc được dành để xây dựng hơn 10.000 ngôi đền Phật giáo trong khu vực thủ đô Pagan từ thế kỷ 11 đến thế kỷ 13 (trong đó 3000 ngôi đền vẫn còn tồn tại đến ngày nay). Những người giàu có đã hiến tặng đất miễn thuế cho các tổ chức tôn giáo.
Ngôn ngữ và văn hóa Miến Điện dần trở nên thống trị trong thung lũng thượng lưu sông Irrawaddy, lấn át các chuẩn mực Pyu và Pali vào cuối thế kỷ 12. Đến lúc đó, sự lãnh đạo người Miến trong vương quốc đã không còn bị nghi ngờ. Người Pyu phần lớn đã tiếp nhận dân tộc Miến ở Thượng Miến Điện. Ngôn ngữ Miến Điện, từng là một ngôn ngữ xa lạ, giờ đây đã trở thành ngôn ngữ chung cả vương quốc.
Vương quốc bắt đầu suy tàn vào thế kỷ 13 khi sự gia tăng liên tục tài sản tôn giáo miễn thuế—đến những năm 1280, hai phần ba đất canh tác Thượng Miến Điện đã được nhượng cho tôn giáo—ảnh hưởng đến khả năng duy trì lòng trung thành các quan chức và quân đội triều đình. Điều này đã mở ra một vòng luẩn quẩn rối loạn nội bộ và thách thức từ bên ngoài bởi người Mon, người Mông Cổ và người Shan.
Bắt đầu từ đầu thế kỷ 13, người Shan bắt đầu bao vây Đế chế Pagan từ phía bắc và phía đông. Người Mông Cổ, những người đã chinh phục Vân Nam, quê hương cũ người Miến, vào năm 1253, bắt đầu cuộc xâm lược vào Pagan năm 1277 để đáp lại một cuộc khủng hoảng ngoại giao, và vào năm 1287, quân Mông Cổ đã cướp phá Pagan, kết thúc 250 năm cai trị Vương quốc Pagan ở thung lũng sông Irrawaddy và các vùng ngoại vi khi vua Pagan lúc đó bỏ cung điện khi nghe tin về cuộc hành quân của người Mông Cổ. Sự cai trị Pagan ở miền trung Myanmar kết thúc mười năm sau đó vào năm 1297 khi nó bị lật đổ bởi Vương quốc Myinsaing do người Shan nằm quyến.

## Các tiểu quốc

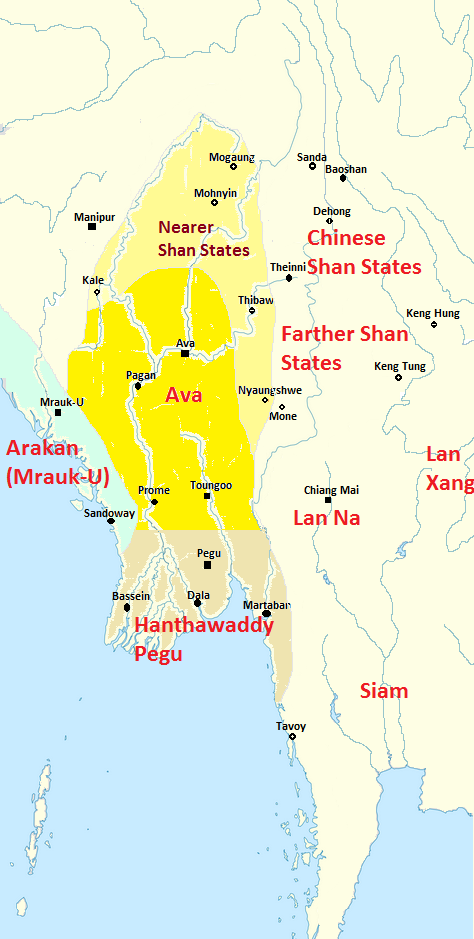
Bản đồ chính trị Miến Điện (Myanmar) khoảng năm 1450 CN.

Sau khi Pagan sụp đổ, quân Mông Cổ rời khỏi thung lũng Irrawaddy, nhưng Vương quốc Pagan bị tan rã không thể khôi phục đã tách thành nhiều tiểu quốc. Đến giữa thế kỷ 14, đất nước đã được tổ chức thành bốn trung tâm quyền lực chính: Thượng Miến Điện, Hạ Miến Điện, các tiểu quốc Shan, và Arakan. Nhiều trung tâm quyền lực này bao gồm các tiểu quốc, thường là liên kết lỏng lẻo. Thời kỳ này được đánh dấu bởi hàng loạt cuộc chiến tranh và sự thay đổi liên minh. Các tiểu quốc nhỏ hơn đã phải chơi một trò chơi nguy hiểm là thần phục các quốc gia mạnh hơn, đôi khi đồng thời phục tùng nhiều quốc gia.

### Ava (1364–1555)
Vương quốc Ava (Inwa) được thành lập vào năm 1364 là nhà nước kế thừa các tiểu quốc trước đó ở miền trung Myanmar: Taungoo (1287–1318), Vương quốc Myinsaing–Pinya (1297–1364), và Vương quốc Sagaing (1315–1364). Trong những năm đầu tồn tại, Ava, coi mình là người kế vị hợp pháp Vương quốc Pagan, đã cố gắng tái lập đế chế trước đây. Mặc dù Ava đã thu hút được vương quốc do Taungoo cai trị và các tiểu quốc Shan ngoại vi (Kalay, Mohnyin, Mogaung, Hsipaw) vào thời kỳ đỉnh cao quyền lực, nhưng họ không thể tái chinh phục phần còn lại.
Cuộc Chiến tranh Bốn Mươi Năm (1385–1424) với Hanthawaddy đã khiến Ava kiệt quệ, và quyền lực Ava bắt đầu suy giảm. Các vị vua Ava thường xuyên phải đối mặt với các cuộc nổi loạn ở các vùng chư hầu nhưng vẫn có thể dập tắt chúng cho đến những năm 1480. Vào cuối thế kỷ 15, Vương quốc Prome và các tiểu quốc Shan đã thành công trong việc ly khai, và vào đầu thế kỷ 16, Ava bị tấn công bởi các cựu chư hầu. Năm 1510, Taungoo cũng tách ra. Năm 1527, Liên minh các tiểu quốc Shan do Mohnyin lãnh đạo đã chiếm được Ava. Mặc dù sự cai trị Liên minh tại Thượng Miến Điện kéo dài đến năm 1555, nhưng nó đã bị ảnh hưởng bởi các cuộc chiến nội bộ giữa các gia tộc Mohnyin và Thibaw. Vương quốc Ava cuối cùng đã bị lật đổ bởi lực lượng Taungoo vào năm 1555.
Ngôn ngữ và văn hóa Miến Điện đã phát triển mạnh mẽ trong giai đoạn từ thời kỳ cuối Vương quốc Pagan (ngôn ngữ Miến Điện cổ bắt đầu từ thế kỷ XII) đến thời kỳ Vương quốc Ava.

### Hanthawaddy Pegu (1287–1539, 1550–52)
Vương quốc người Mon được thành lập với tên gọi Ramannadesa ngay sau khi Vương quốc Pagan sụp đổ vào năm 1297. Ban đầu, vương quốc ở Hạ Miến Điện này là một liên bang lỏng lẻo gồm các trung tâm quyền lực khu vực ở Mottama, Pegu và đồng bằng sông Irrawaddy. Triều đại đầy vua Razadarit (1384–1421) đã củng cố sự tồn tại vương quốc. Razadarit kiên quyết thống nhất ba vùng nói tiếng Mon lại với nhau và thành công trong việc chống lại Ava trong cuộc Chiến tranh Bốn Mươi Năm (1385–1424).
Sau chiến tranh, Hanthawaddy bước vào thời kỳ hoàng kim trong khi đối thủ Ava dần suy tàn. Từ những năm 1420 đến những năm 1530, Hanthawaddy là vương quốc mạnh nhất và thịnh vượng nhất trong số các vương quốc hậu Pagan. Dưới quyền cai trị của một loạt các vị vua đặc biệt tài giỏi, vương quốc đã trải qua một thời kỳ hoàng kim lâu dài, thịnh vượng nhờ vào thương mại nước ngoài. Với ngôn ngữ và văn hóa Mon phát triển rực rỡ, vương quốc trở thành trung tâm thương mại và Phật giáo Theravada.
Tuy nhiên, do sự thiếu kinh nghiệm vị vua cuối cùng, vương quốc hùng mạnh này đã bị triều đại Taungoo mới nổi chinh phục vào năm 1539. Vương quốc được hồi sinh ngắn ngủi từ năm 1550 đến năm 1552, nhưng chỉ kiểm soát hiệu quả Pegu và cuối cùng bị Taungoo nghiền nát vào năm 1552.

### Liên minh các tiểu quốc Shan (1287–1563)
Người Shan, một dân tộc Thái đã đến Myanmar cùng với người Mông Cổ, ở lại và nhanh chóng chiếm ưu thế trên phần lớn khu vực từ phía bắc đến cung phía đông Myanmar, từ phía tây bắc vùng Sagaing đến đồi Kachin và vùng đồi Shan ngày nay.
Các tiểu quốc Shan mạnh nhất bao gồm Mohnyin và Mogaung ở bang Kachin hiện nay, tiếp theo là Hsenwi (Theinni) (chia thành hai bang phía bắc và phía nam vào năm 1988), Thsipaw (Thibaw) và Momeik ở bang Shan phía bắc hiện nay.
Các tiểu quốc nhỏ hơn bao gồm Kalay, Bhamo (Wanmaw hoặc Manmaw), Hkamti Long (Kantigyi), Hopong (Hopon), Hsahtung (Thaton), Hsamönghkam (Thamaingkan), Hsawnghsup (Thaungdut), Hsihkip (Thigyit), Hsumhsai (Hsum Hsai), Kehsi Mangam (Kyithi Bansan), Kengcheng (Kyaingchaing), Kenghkam (Kyaingkan), Kenglön (Kyainglon), Kengtawng, Kengtung (Kyaington), Kokang (Kho Kan), Kyawkku Hsiwan (Kyaukku), Kyong (Kyon), Laihka (Legya), Lawksawk (Yatsauk), Loi-ai (Lwe-e), Loilong (Lwelong), Loimaw (Lwemaw), Nyaung Shwe và nhiều tiểu quốc khác.
Đặc biệt, Mohnyin liên tục tấn công lãnh thổ Ava vào đầu thế kỷ 16. Liên minh các tiểu quốc Shan do Mohnyin lãnh đạo, liên kết với Vương quốc Prome, đã chiếm được Ava vào năm 1527. Liên minh này đánh bại đồng minh cũ là Prome vào năm 1532, và kiểm soát toàn bộ Thượng Miến Điện ngoại trừ Taungoo. Tuy nhiên, Liên minh này bị suy yếu do những xung đột nội bộ và không thể ngăn chặn được Taungoo, vương quốc đã chinh phục Ava vào năm 1555 và tất cả các tiểu quốc Shan vào năm 1563.

### Các quốc gia Arakan (1287–1785)

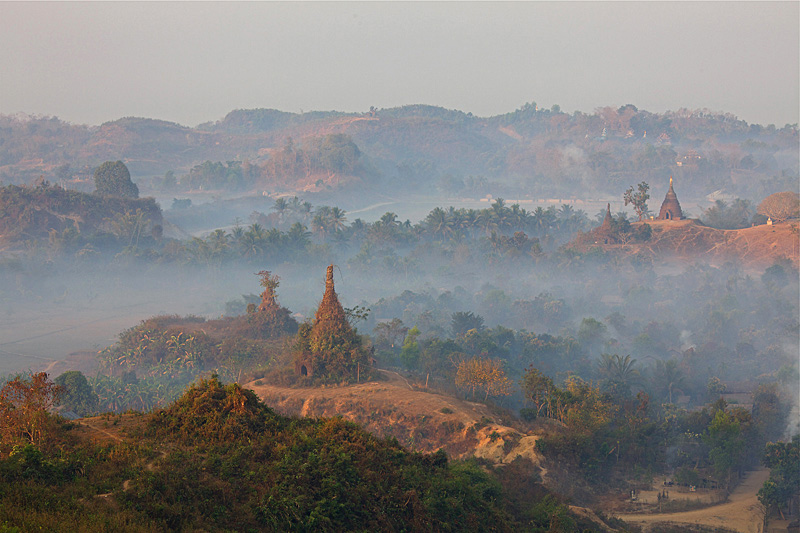
Các ngôi đền tại Mrauk U, từng là thủ đô Vương quốc Mrauk U, nơi từng cai trị vùng đất hiện nay là Bang Rakhine.

Mặc dù Arakan đã trên thực tế độc lập từ cuối thời kỳ Pagan, triều đại Laungkyet Arakan lại không có hiệu quả. Trước khi Vương quốc Mrauk-U được thành lập vào năm 1429, Arakan thường bị kẹt giữa các láng giềng lớn hơn và trở thành chiến trường trong cuộc Chiến tranh Bốn Mươi Năm giữa Ava và Pegu. Mrauk-U đã trở thành một vương quốc hùng mạnh trong suốt các thế kỷ 15 đến 17, bao gồm cả Đông Bengal từ năm 1459 đến 1666. Arakan là vương quốc duy nhất sau thời Pagan không bị triều đại Taungoo sáp nhập.

## Vương triều Taungoo thống nhất Myanmar lần thứ hai (1510–1752)

### Đế chế thứ nhất (1510-1599)
Bắt đầu từ những năm 1480, Ava phải đối mặt với các cuộc nổi dậy nội bộ liên tục và các cuộc tấn công từ các tiểu quốc Shan, và dần dần tan rã. Năm 1510, Taungoo, nằm ở góc đông nam xa xôi vương quốc Ava, cũng tuyên bố độc lập. Khi Liên minh các tiểu quốc Shan chinh phục Ava vào năm 1527, nhiều người tị nạn đã chạy về phía đông nam đến Taungoo, vương quốc duy nhất đang trong thời kỳ hòa bình, mặc dù bị bao quanh bởi các vương quốc thù địch lớn hơn.
Taungoo, dưới sự lãnh đạo vị vua đầy tham vọng Tabinshwehti và phó vương là Bayinnaung, đã tiến hành thống nhất các tiểu quốc nhỏ lẻ tồn tại kể từ khi Đế chế Pagan sụp đổ, và thành lập đế chế lớn nhất trong lịch sử Đông Nam Á. Trước tiên, vương quốc mới nổi này đã đánh bại Hanthawaddy hùng mạnh hơn trong Chiến tranh Taungoo–Hanthawaddy (1534–41). Tabinshwehti đã dời đô đến Bago, vừa chiếm được vào năm 1539.
Taungoo đã mở rộng quyền lực lên đến Pagan vào năm 1544 nhưng không thể chinh phục Arakan vào các năm 1545–47 và Ayutthaya vào các năm 1547–49. Người kế vị Tabinshwehti là Bayinnaung tiếp tục chính sách mở rộng, chinh phục Ava vào năm 1555, các tiểu quốc Shan Nam Salween (1557), Lan Na (1558), Manipur (1560), các tiểu quốc Shan Bắc Salween (1562–63), Ayutthaya (1564, 1569), và Lan Xang (1565–74), đưa phần lớn miền tây và trung tâm bán đảo Đông Nam Á vào dưới quyền cai trị Taungoo. Bayinnaung đã thiết lập một hệ thống hành chính bền vững, giảm quyền lực các tù trưởng Shan cha truyền con nối, và đưa các phong tục Shan vào khuôn khổ theo các chuẩn mực hạ nguồn. Tuy nhiên, ông không thể tái tạo một hệ thống hành chính hiệu quả ở mọi nơi trong đế chế rộng lớn. Đế chế của ông là một tập hợp lỏng lẻo các vương quốc độc lập trước đây, với các vị vua trung thành với ông với tư cách là Cakkavatti (စကြဝတေးမင်း; Người Cai Trị Toàn Năng), chứ không phải là vương quốc Taungoo.
Đế chế quá mở rộng này đã sụp đổ ngay sau khi Bayinnaung chết năm 1581. Ayutthaya đã ly khai vào năm 1584 và chiến tranh với Miến Điện kéo dài đến năm 1605. Đến năm 1597, vương quốc đã mất hết các vùng đất, bao gồm cả Taungoo, quê hương tổ tiên triều đại. Năm 1599, lực lượng Arakan, được hỗ trợ bởi các lính đánh thuê Bồ Đào Nha và liên minh với các lực lượng nổi loạn Taungoo, đã cướp phá Pegu. Đất nước rơi vào hỗn loạn, mỗi vùng tuyên bố có một vị vua riêng. Lính đánh thuê người Bồ Đào Nha, Filipe de Brito e Nicote, đã nổi loạn chống lại các chủ nhân Arakan của mình và thiết lập quyền cai trị người Bồ Đào Nha, được Goa hỗ trợ, tại Thanlyin vào năm 1603.

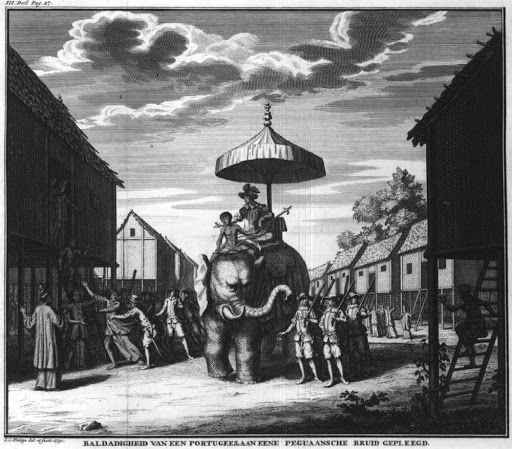
Nhà cầm quyền và binh lính Bồ Đào Nha cưỡi một con voi. Philips, Jan Caspar (người vẽ và khắc tranh)

Mặc dù đây là một thời kỳ đầy biến động đối với Myanmar, nhưng sự mở rộng Taungoo đã gia tăng tầm ảnh hưởng quốc tế quốc gia này. Các thương nhân mới giàu từ Myanmar đã giao thương đến tận Rajahnate Cebu ở Philippines, nơi họ bán đường Miến Điện (śarkarā) để đổi lấy vàng Cebuano. Các thương nhân Philippines cũng có cộng đồng tại Myanmar, theo nhà sử học William Henry Scott, trích dẫn từ bản thảo Bồ Đào Nha Summa Orientalis, Mottama ở Myanmar có một sự hiện diện lớn các thương nhân từ Mindanao, Philippines. Những người Luzon, một nhóm đối thủ người Philippines khác đến từ đảo Luzon, cũng được thuê làm lính đánh thuê và binh sĩ cho cả Ayutthaya và Miến Điện trong các cuộc Chiến tranh Miến-Xiêm, tương tự như những lính đánh thuê Bồ Đào Nha, những người cũng là lính đánh thuê cho cả hai bên.

### Vương quốc Taungoo phục hồi (Phục hồi Nyaungyan) (1599–1752)

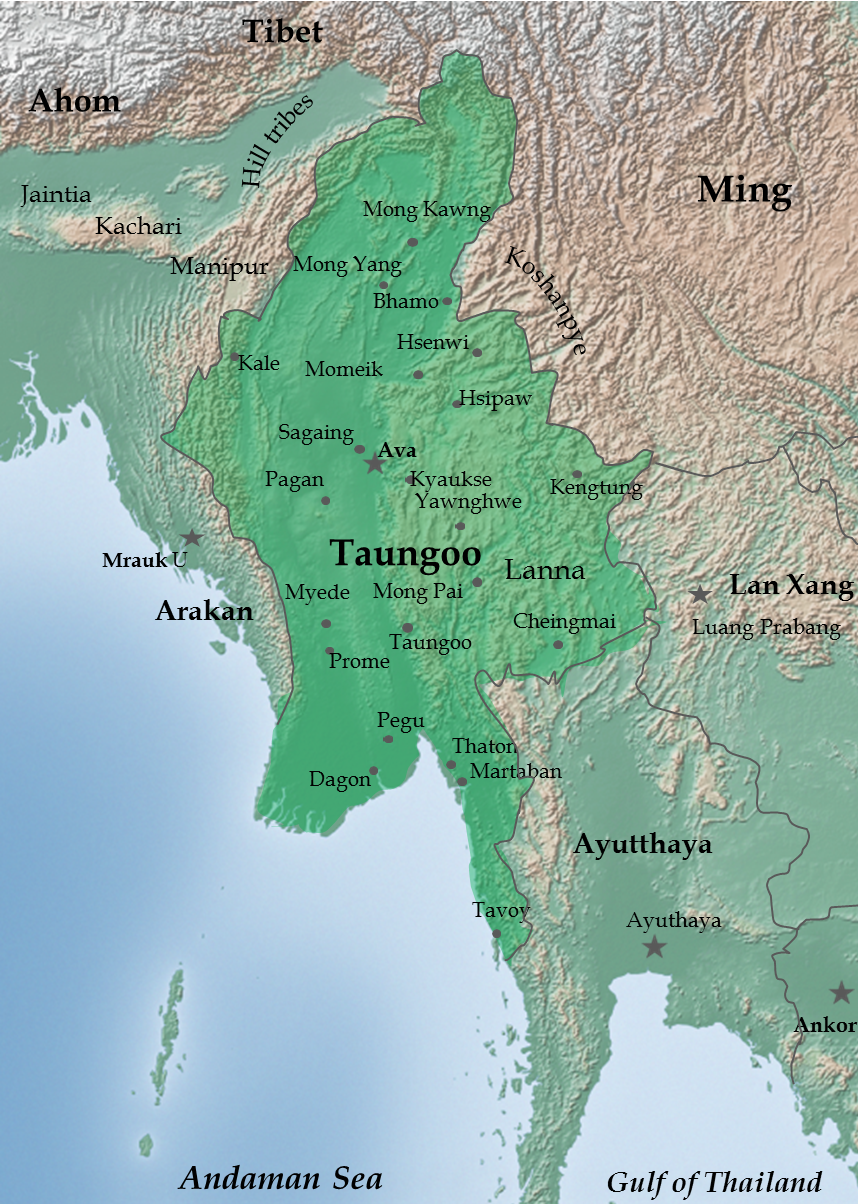
Nhà Taungoo hoặc triều đại Nyaungyan được khôi phục vào khoảng năm 1650 CN.

Sau khi Đế chế Pagan sụp đổ, thời kỳ giữa các triều đại kéo dài hơn 250 năm (1287–1555), nhưng thời gian giữa sự sụp đổ Taungoo lần thứ nhất thì ngắn hơn đáng kể. Một trong những người con trai Bayinnaung, Nyaungyan Min, đã ngay lập tức bắt đầu nỗ lực tái thống nhất, thành công khôi phục quyền lực trung ương tại Thượng Miến Điện và các tiểu quốc Shan gần hơn vào năm 1606.
Vào năm 1535, Vua Tabinshwehti đã thống nhất lại Miến Điện và thành lập Đế chế Miến Điện thứ hai (triều đại Taungoo, 1535–1752). Đế chế này hầu như liên tục chiến tranh với vương quốc Ayutthaya, nay là Thái Lan. Đối mặt với các cuộc nổi dậy và các cuộc xâm nhập người Bồ Đào Nha, triều đại Taungoo đã rút lui về miền trung Miến Điện.
Vào giữa thế kỷ 16, Vua Tabinshwehti, xuất thân từ một tỉnh miền nam, và con trai, với sự giúp đỡ từ người Bồ Đào Nha, đã thống nhất lại đất nước. Từ năm 1599, Vương quốc Pegu nằm dưới sự quản lý Đế chế Bồ Đào Nha phương Đông.
Vào năm 1613, vương quốc này đã thống nhất lại đất nước một lần nữa và đẩy lùi các nỗ lực xâm lược Bồ Đào Nha. Tuy nhiên, cuộc nổi dậy người Mon ở miền nam Miến, được ủng hộ bởi người Pháp ở Ấn Độ, đã làm suy yếu vương quốc này, và cuối cùng đã sụp đổ vào năm 1752.
Người kế vị Tabinshwehti, Anaukpetlun, đã đánh bại người Bồ Đào Nha tại Thanlyin vào năm 1613. Ông giành lại bờ biển Tanintharyi phía trên đến Dawei và Lan Na từ người Xiêm vào năm 1614. Ông cũng chiếm được các tiểu quốc Shan ở bên kia sông Salween (Kengtung và Sipsongpanna) trong giai đoạn 1622–26.
Người em trai của ông, Thalun, đã tái xây dựng đất nước bị chiến tranh tàn phá. Ông đã ra lệnh tiến hành cuộc tổng điều tra dân số đầu tiên trong lịch sử Miến Điện vào năm 1635, cho thấy vương quốc này có khoảng hai triệu người. Đến năm 1650, ba vị vua tài ba—Nyaungyan, Anaukpetlun, và Thalun—đã thành công xây dựng lại một vương quốc nhỏ hơn nhưng dễ quản lý hơn rất nhiều.
Quan trọng hơn, triều đại mới này đã tạo ra một hệ thống pháp lý và chính trị mà các đặc điểm cơ bản sẽ tiếp tục được duy trì dưới triều đại Konbaung cho đến tận thế kỷ 19. Vương triều đã hoàn toàn thay thế các chức vụ tù trưởng cha truyền con nối bằng các chức vụ thống đốc được bổ nhiệm trên toàn thung lũng sông Irrawaddy, và giảm thiểu đáng kể các quyền thừa kế các tù trưởng Shan. Nó cũng kiềm chế sự gia tăng liên tục giàu có và quyền tự trị các tu viện, tạo ra một cơ sở thuế lớn hơn. Những cải cách về thương mại và hành chính thế tục đã xây dựng một nền kinh tế thịnh vượng trong hơn 80 năm. Ngoại trừ một vài cuộc nổi dậy lẻ tẻ và một cuộc chiến tranh bên ngoài—Miến Điện đánh bại nỗ lực Xiêm nhằm chiếm Lan Na và Mottama vào các năm 1662–64—vương quốc này hầu như sống trong hòa bình trong suốt phần còn lại thế kỷ 17.
Vương quốc này dần dần suy thoái, và quyền lực các "vua triều đình" suy yếu nhanh chóng vào những năm 1720. Từ năm 1724 trở đi, người Meitei bắt đầu tiến hành các cuộc tấn công vào thượng nguồn sông Chindwin. Vào năm 1727, phía nam Lan Na đã nổi dậy thành công, chỉ còn lại phía bắc Lan Na (Chiang Saen) dưới sự cai trị ngày càng hình thức từ Miến Điện. Các cuộc tấn công người Meitei gia tăng mạnh vào những năm 1730, ngày càng tiến sâu vào các vùng trung tâm Miến Điện.
Vào năm 1740, người Mon ở Hạ Miến Điện bắt đầu cuộc nổi dậy và thành lập Vương quốc Hanthawaddy Phục hưng, và đến năm 1745, đã kiểm soát hầu hết Hạ Miến Điện. Người Xiêm cũng mở rộng quyền lực lên bờ biển Tanintharyi vào năm 1752. Hanthawaddy xâm lược Thượng Miến Điện vào tháng 11 năm 1751, và chiếm Ava vào ngày 23 tháng 3 năm 1752, chấm dứt triều đại Taungoo tồn tại 266 năm.

## Vương triều Konbaung (1752–1885)

### Tái thống nhất
Ngay sau khi Ava sụp đổ, một triều đại mới đã trỗi dậy ở Shwebo để thách thức quyền lực Hanthawaddy. Trong 70 năm tiếp theo, triều đại Konbaung với tính chất quân sự mạnh mẽ đã tạo ra đế chế lớn nhất Miến Điện, chỉ đứng sau đế chế thời vua Bayinnaung. Đến năm 1759, lực lượng Konbaung dưới sự lãnh đạo của vua Alaungpaya đã tái thống nhất toàn bộ Miến Điện (và Manipur), đánh bại triều Hanthawaddy do người Mon lãnh đạo một lần và mãi mãi, và đánh đuổi các cường quốc châu Âu đã cung cấp vũ khí cho Hanthawaddy—người Pháp từ Thanlyin và người Anh từ Cape Negrais.

### Các cuộc chiến với Xiêm và Trung Quốc
Vương quốc Konbaung sau đó tiến hành chiến tranh với Vương quốc Ayutthaya, vương quốc đã chiếm giữ bờ biển Tanintharyi đến Mottama trong thời gian nội chiến Miến Điện (1740–1757) và đã cung cấp nơi ẩn náu cho người Mon tị nạn. Đến năm 1767, quân đội Konbaung đã chinh phục phần lớn Lào và đánh bại Xiêm. Tuy nhiên, họ không thể tiêu diệt hoàn toàn sự kháng cự của Xiêm do phải đối phó với bốn cuộc xâm lược từ nhà Thanh (1765–1769). Trong khi lực lượng phòng thủ Miến Điện trụ vững trong "cuộc chiến biên giới thảm khốc nhất mà nhà Thanh từng tiến hành", người Miến Điện đã bị chi phối bởi mối đe dọa từ cuộc xâm lược khác bởi đế quốc lớn nhất thế giới trong nhiều năm. Nhà Thanh duy trì một đội quân hùng hậu ở khu vực biên giới trong khoảng một thập kỷ nhằm chuẩn bị cho một cuộc chiến khác, đồng thời áp đặt lệnh cấm thương mại qua biên giới trong hai thập kỷ.
Vương quốc Ayutthaya đã lợi dụng việc Konbaung bận tâm với nhà Thanh để giành lại các vùng lãnh thổ đã mất vào năm 1770, và thậm chí còn chiếm được phần lớn Lan Na vào năm 1775, kết thúc hơn hai thế kỷ bá chủ Miến Điện ở khu vực này. Xiêm lại tiếp tục chiến tranh vào các năm 1775–1776, 1785–1786, 1787, 1792, 1803–1808, 1809–1812 và 1849–1855, nhưng tất cả đều dẫn đến tình trạng bế tắc. Sau nhiều thập kỷ chiến tranh, hai nước về cơ bản đã trao đổi Tanintharyi (cho Miến Điện) và Lan Na (cho Xiêm).

### Mở rộng về phía tây và các cuộc chiến với Đế quốc Anh
Đối mặt với một nhà Thanh hùng mạnh ở phía đông bắc và một Xiêm đang trỗi dậy ở phía đông nam, Vua Bodawpaya chuyển hướng mở rộng về phía tây. Ông chinh phục Arakan vào năm 1785, sáp nhập Manipur vào năm 1814 và chiếm được Assam vào các năm 1817–1819, dẫn đến một đường biên giới không rõ ràng với Ấn Độ thuộc Anh. Người kế vị Bodawpaya, Vua Bagyidaw, phải đối phó với các cuộc nổi dậy do Anh xúi giục ở Manipur vào năm 1819 và Assam vào các năm 1821–1822. Các cuộc đột kích xuyên biên giới bởi quân nổi dậy từ các lãnh thổ được bảo vệ bởi Anh và các cuộc đột kích phản công xuyên biên giới bởi người Miến Điện đã dẫn đến cuộc Chiến tranh Anh–Miến lần thứ nhất (1824–1826).
Cuộc chiến kéo dài 2 năm và tiêu tốn 13 triệu bảng Anh, là cuộc chiến dài nhất và tốn kém nhất trong lịch sử Ấn Độ thuộc Anh, nhưng kết thúc với chiến thắng quyết định thuộc về Anh. Miến Điện phải nhượng lại tất cả các lãnh thổ phía tây mà Bodawpaya đã chinh phục (Arakan, Manipur và Assam) cộng với Tenasserim. Miến Điện bị suy sụp trong nhiều năm do phải trả một khoản bồi thường lớn lên đến một triệu bảng Anh (khoảng 5 triệu USD vào thời điểm đó). Năm 1852, người Anh đơn phương và dễ dàng chiếm lấy tỉnh Pegu trong cuộc Chiến tranh Anh–Miến lần thứ hai.
Sau cuộc chiến, Vua Mindon cố gắng hiện đại hóa nhà nước và nền kinh tế Miến Điện, đồng thời đưa ra các nhượng bộ về thương mại và lãnh thổ để ngăn chặn sự xâm lấn thêm từ người Anh, bao gồm cả việc nhượng lại các bang Karenni cho Anh vào năm 1875. Tuy nhiên, người Anh, lo ngại bởi sự củng cố bởi Đông Dương thuộc Pháp, đã sáp nhập phần còn lại Miến Điện trong cuộc Chiến tranh Anh–Miến lần thứ ba vào năm 1885, và đưa vị vua cuối cùng của Miến Điện, Thibaw, cùng gia đình ông đi lưu đày ở Ấn Độ.

### Cải cách hành chính và kinh tế
Các vị vua Konbaung đã mở rộng các cải cách hành chính bắt đầu từ thời kỳ Nhà Taungoo Phục hồi (1599–1752) và đạt được mức độ kiểm soát nội bộ và mở rộng bên ngoài chưa từng có. Các vị vua Konbaung thắt chặt kiểm soát ở vùng hạ nguồn và giảm bớt đặc quyền cha truyền con nối từ các saophas (thủ lĩnh) người Shan. Các quan chức Konbaung, đặc biệt là sau năm 1780, đã bắt đầu các cải cách thương mại làm tăng thu nhập triều đình và khiến nó trở nên ổn định hơn. Nền kinh tế tiền tệ tiếp tục phát triển. Năm 1857, triều đình đã khởi xướng một hệ thống thuế và tiền lương bằng tiền đầy đủ, được hỗ trợ bởi đồng tiền bạc tiêu chuẩn đầu tiên.

### Văn hóa
Sự hội nhập văn hóa tiếp tục diễn ra. Lần đầu tiên trong lịch sử, ngôn ngữ và văn hóa Miến Điện đã chiếm ưu thế trong toàn bộ thung lũng Irrawaddy, với ngôn ngữ và sắc tộc Mon hoàn toàn bị lu mờ vào năm 1830. Các tiểu quốc Shan gần hơn đã tiếp nhận nhiều chuẩn mực từ hạ nguồn. Sự phát triển và tăng trưởng văn học và sân khấu Miến Điện tiếp tục, được hỗ trợ bởi tỷ lệ biết chữ ở nam giới trưởng thành cực kỳ cao vào thời kỳ đó (một nửa số nam giới và 5% số nữ giới). Các tinh hoa tu viện và thế tục xung quanh các vị vua Konbaung, đặc biệt là từ vua Bodawpaya, cũng đã khởi xướng một cuộc cải cách lớn trong đời sống trí thức Miến Điện và tổ chức, thực hành tu viện, được gọi là cuộc Cải cách Sudhamma. Nó đã dẫn đến việc viết nên những cuốn lịch sử quốc gia đầu tiên Miến Điện.

## Xung đột với người Anh

Những binh lính Anh tháo dỡ đại bác của lực lượng Vua Thibaw, trong cuộc Chiến tranh Anglo-Burma lần thứ ba, ở Ava, ngày 27 tháng 11 năm 1885. Nhiếp ảnh gia: Hooper, Willoughby Wallace (1837–1912).

Từ thế kỷ 17, công ty Đông Ấn của Anh (EIC) đã mở rộng lãnh thổ kiểm soát ở Ấn Độ, đặc biệt lại thủ phủ Calcutta gần Ava, ban đầu Myanmar được EIC xem như là vùng đệm, nó có tầm quan trọng về thương mại, nhưng quan trọng hơn vẫn là về mặt chiến lược. Không một cường quốc châu Âu nào khác giành được ảnh hưởng ở đó và người ta cho rằng các nhà cầm quyền Miến Điện đã thừa nhận sức mạnh của xứ Ấn Độ thuộc Anh, cùng tạo điều kiện để hai bên quan hệ buôn bán có kết quả. Tuy nhiên, sau cuộc chinh phục Ayuthaya năm 1767, tới năm 1820 họ tiếp tục mở rộng quyền kiểm soát qua vùng Arakan tiếp giáp với vịnh Bengal, những người tị nạn Arakan đã bỏ chạy qua biên giới Ấn Độ và từ đó tổ chức các cuộc kháng chiến chống lại người Miến Điện. Cuối cùng, vua Miến Điện đã yêu cầu người Anh đưa dân tị nạn trở lại, đổi lại người Anh ngày càng gia tăng sự quan tâm của họ đến sự bất ổn chính trị ở vùng biên giới phía đông thuộc địa Ấn Độ của mình
Triều đình Miến Điện đã đánh giá thấp sức mạnh của EIC, năm 1822 các lực lượng quân đội của Miến Điện chiếm Bengal và đe doạ tiến vào Chitagong trong cuộc tranh chấp đòi trao trả những người tị nạn Arakan, kết quả đội quân quân viễn chinh của Anh đã tiến vào Myanmar, cuộc chiến tranh Anh - Miến Điện đầu tiên kéo dài 2 năm, từ 1822 – 1824, cuối cùng với ưu thế về chiến thuận và vũ khí, lại được sự hậu thuẫn từ Bengal, người Anh đã chiến thắng, người Miến Điện buộc phải nhượng lại một phần lớn lãnh thổ ở bờ biển thuộc vịnh Bengal, qua hơn hai thập niên kế tiếp, EIC đã khai thác tiềm năng nông nghiệp của vùng đất mới này, tăng sản lượng lúa gạo và phát triển mạnh các ngành thương mại xuất khẩu về gạo, gỗ và đóng tàu
Mặc dù bị đánh bại trong cuộc chiến đầu tiên với người Anh và bị mất đất, tuy nhiên những tranh chấp trong các thập niên kế tiếp đã dẫn tới cuộc chiến tranh lần thứ 2 giữa Anh và Miến Điện vào năm 1850, kết quả người Anh lại thắng và họ thu thêm các vùng đất thấp của Myanmar, cuộc thôn tính của người Anh tiếp diễn và tới năm 1885, khi nhà vua Miến Điện cùng hoàng tộc bị bắt và lưu đày sang Calcutta, Myanmar chính thức bị sáp nhập vào Anh năm 1886

## Thời thuộc địa
Anh biến Miến Điện thành một tỉnh thuộc Ấn Độ vào năm 1886 với thủ phủ là Rangoon. Xã hội truyền thống Miến Điện đã thay đổi đáng kể với sự sụp đổ chế độ quân chủ và sự tách biệt giữa tôn giáo và nhà nước. Mặc dù chiến tranh chính thức kết thúc chỉ sau vài tuần, sự kháng cự vẫn tiếp tục ở phía bắc Miến Điện cho đến năm 1890, khi người Anh cuối cùng phải dùng đến việc phá hủy có hệ thống các ngôi làng và bổ nhiệm các quan chức mới để ngăn chặn mọi hoạt động du kích. Tính chất kinh tế xã hội cũng thay đổi đáng kể. Sau khi kênh đào Suez được mở cửa, nhu cầu về gạo Miến Điện tăng lên và diện tích lớn đất đai được mở rộng cho việc canh tác. Tuy nhiên, để chuẩn bị đất đai mới cho việc canh tác, nông dân buộc phải vay tiền từ các người cho vay Ấn Độ gọi là chettiars với lãi suất cao, và thường bị tịch thu tài sản và bị đuổi khỏi đất đai và mất cả gia súc. Hầu hết các công việc cũng được giao cho lao động hợp đồng từ Ấn Độ, và toàn bộ các làng bị đặt ngoài vòng pháp luật khi họ phải dựa vào 'dacoity' (cướp có vũ trang). Mặc dù nền kinh tế Miến Điện phát triển, phần lớn quyền lực và tài sản vẫn thuộc về một số công ty Anh, người Anh-Miến và những người nhập cư từ Ấn Độ. Dịch vụ công chủ yếu do cộng đồng Anh-Miến và người Ấn Độ đảm nhận, và người Miến gần như hoàn toàn bị loại khỏi các dịch vụ quân sự.

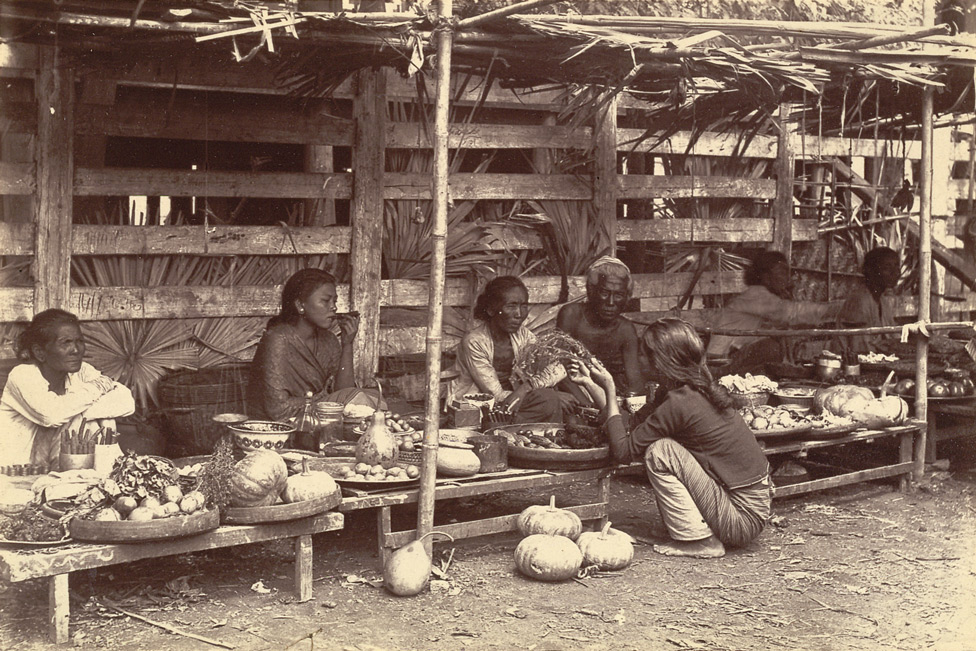
Quầy rau trên lề đường tại Madras Lancer Lines, Mandalay, tháng 1 năm 1886. Nhiếp ảnh gia: Hooper, Willoughby Wallace (1837–1912).

Khoảng đầu thế kỷ 20, một phong trào quốc gia bắt đầu hình thành dưới hình thức bởi Hiệp hội Thanh niên Phật tử (YMBA), được mô phỏng theo YMCA, vì các hiệp hội tôn giáo được chính quyền thuộc địa cho phép. Sau đó, họ bị thay thế bởi Hội đồng chung các Hiệp hội Miến Điện (GCBA) liên kết với Wunthanu athin hoặc các Hiệp hội Quốc gia mọc lên ở các làng trên khắp Miến Điện. Giữa năm 1900 – 1911, "Nhà sư Phật giáo người Ireland" U Dhammaloka đã thách thức Cơ đốc giáo và sự cai trị người Anh trên cơ sở tôn giáo. Một thế hệ mới các nhà lãnh đạo Miến Điện đã nổi lên vào đầu thế kỷ 20 từ tầng lớp có học thức được phép đến London để học luật. Họ trở về với niềm tin rằng tình hình Miến Điện có thể được cải thiện thông qua cải cách.
Cải cách hiến pháp tiến bộ vào đầu những năm 1920 đã dẫn đến một cơ quan lập pháp với quyền hạn hạn chế, một trường đại học và sự tự chủ hơn cho Miến Điện trong chính quyền Ấn Độ. Nỗ lực cũng được thực hiện để tăng đại diện người Miến Điện trong dịch vụ công. Một số người bắt đầu cảm thấy tốc độ thay đổi là không đủ nhanh và các cải cách không đủ rộng rãi. Năm 1920, cuộc bãi khóa đầu tiên từ sinh viên đại học trong lịch sử đã nổ ra để phản đối Luật Đại học mới mà sinh viên cho rằng chỉ có lợi cho giới thượng lưu và kéo dài sự cai trị thuộc địa. Các 'Trường học Quốc gia' mọc lên trên khắp đất nước để phản đối hệ thống giáo dục thuộc địa, và cuộc bãi khóa được kỷ niệm là 'Ngày Quốc gia'.
Đã có thêm các cuộc bãi khóa và các cuộc biểu tình phản đối thuế vào cuối những năm 1920 do các tổ chức Wunthanu athins dẫn đầu. Nổi bật trong số các nhà hoạt động chính trị là các nhà sư Phật giáo (pongyi), chẳng hạn như U Ottama và U Seinda ở Arakan, người sau đó đã lãnh đạo một cuộc nổi dậy vũ trang chống lại người Anh và sau đó là chính phủ dân tộc sau khi giành được độc lập, và U Wisara, người tử vì đạo đầu tiên trong phong trào sau một cuộc tuyệt thực kéo dài trong tù (Một trong những con đường lớn ở Yangon được đặt theo tên U Wisara). Tháng 12 năm 1930, một cuộc biểu tình thuế địa phương bởi Saya San ở Tharrawaddy nhanh chóng phát triển thành một cuộc nổi dậy từ khu vực và sau đó là toàn quốc chống lại chính quyền. Cuộc nổi dậy Galon, kéo dài hai năm, được đặt theo tên của thần thoại garuda — kẻ thù nāgas (tức là người Anh) — đã yêu cầu hàng ngàn quân Anh để đàn áp cùng với lời hứa về các cải cách chính trị sâu rộng. Cuộc xét xử cuối cùng Saya San, người bị xử tử, đã cho phép một số nhà lãnh đạo quốc gia tương lai, bao gồm Ba Maw và U Saw, những người tham gia vào việc bào chữa cho ông, vươn lên nổi bật.
Tháng 5 năm 1930 chứng kiến sự thành lập Dobama Asiayone ("Hiệp hội Chúng tôi là người Bamars") với các thành viên tự gọi mình là Thakin (một tên gọi mỉa mai vì thakin có nghĩa là "chủ nhân" trong tiếng Miến Điện, giống như sahib — tuyên bố rằng họ là những người chủ thực sự đất nước). Cuộc bãi khóa đại học thứ hai năm 1936 đã được châm ngòi bởi việc trục xuất Aung San và Ko Nu, các lãnh đạo Hiệp hội Sinh viên Đại học Rangoon (RUSU), vì đã từ chối tiết lộ tên tác giả đã viết một bài báo trong tạp chí đại học của họ, chỉ trích mạnh mẽ một trong những quan chức cấp cao trường đại học. Cuộc bãi khóa lan rộng đến Mandalay dẫn đến việc thành lập Liên minh Sinh viên Toàn Miến (ABSU). Aung San và Nu sau đó đã tham gia phong trào Thakin tiến từ sinh viên đến chính trị quốc gia.
Người Anh đã tách Miến Điện khỏi Ấn Độ vào năm 1937 và ban cho thuộc địa một hiến pháp mới kêu gọi một quốc hội được bầu cử hoàn toàn, nhưng điều này đã trở thành một vấn đề chia rẽ vì một số người Miến Điện cảm thấy rằng đây là một mưu đồ để loại bỏ họ khỏi bất kỳ cải cách nào từ Ấn Độ, trong khi những người khác coi bất kỳ hành động nào loại bỏ Miến Điện khỏi sự kiểm soát từ Ấn Độ là một bước tiến tích cực. Ba Maw là thủ tướng đầu tiên Miến Điện, nhưng ông đã được kế nhiệm bởi U Saw vào năm 1939, người đã giữ chức vụ thủ tướng từ năm 1940 cho đến khi ông bị người Anh bắt vào ngày 19 tháng 1 năm 1942 vì đã liên lạc với người Nhật.
Một làn sóng đình công và biểu tình bắt đầu từ các mỏ dầu ở miền trung Miến Điện vào năm 1938 đã trở thành một cuộc đình công toàn quốc với những hậu quả sâu rộng. Tại Rangoon, những người biểu tình sinh viên, sau khi thành công trong việc đình công trước Tòa Thư ký, trụ sở chính phủ thuộc địa, đã bị cảnh sát đế quốc Ấn Độ cưỡi ngựa cầm dùi cui tấn công, khiến một sinh viên Đại học Rangoon tên là Aung Kyaw thiệt mạng. Tại Mandalay, cảnh sát thuộc địa đã bắn vào đám đông người biểu tình do các nhà sư Phật giáo lãnh đạo, khiến 17 người thiệt mạng. Phong trào này được gọi là Htaung thoun ya byei ayeidawbon ('Cách mạng năm 1300' theo lịch Miến Điện), và ngày 20 tháng 12, ngày người tử đạo đầu tiên Aung Kyaw ngã xuống, được sinh viên kỷ niệm là 'Ngày Bo Aung Kyaw'.

## Miến Điện trong thế chiến thứ 2
Một số nhà dân tộc chủ nghĩa Miến Điện coi sự bùng nổ Thế chiến II là cơ hội để ép buộc người Anh phải nhượng bộ để đổi lấy sự ủng hộ trong nỗ lực chiến tranh. Tuy nhiên, những người khác như phong trào Thakin đã phản đối sự tham gia Miến Điện vào cuộc chiến dưới bất kỳ hoàn cảnh nào. Aung San đã cùng với các Thakins khác đồng sáng lập Đảng Cộng sản Miến Điện (CPB) vào tháng 8 năm 1939. Văn học Marxist cũng như các tài liệu từ phong trào Sinn Féin ở Ireland đã được lan truyền rộng rãi và đọc giữa các nhà hoạt động chính trị. Aung San cũng đồng sáng lập Đảng Cách mạng Nhân dân (PRP), sau đổi tên thành Đảng Xã hội sau Thế chiến II. Ông cũng đóng vai trò quan trọng trong việc thành lập Khối Tự do bằng cách liên minh với Dobama Asiayone, Liên minh Sinh viên Toàn Miến, các nhà sư hoạt động chính trị và Đảng Người nghèo của Ba Maw.

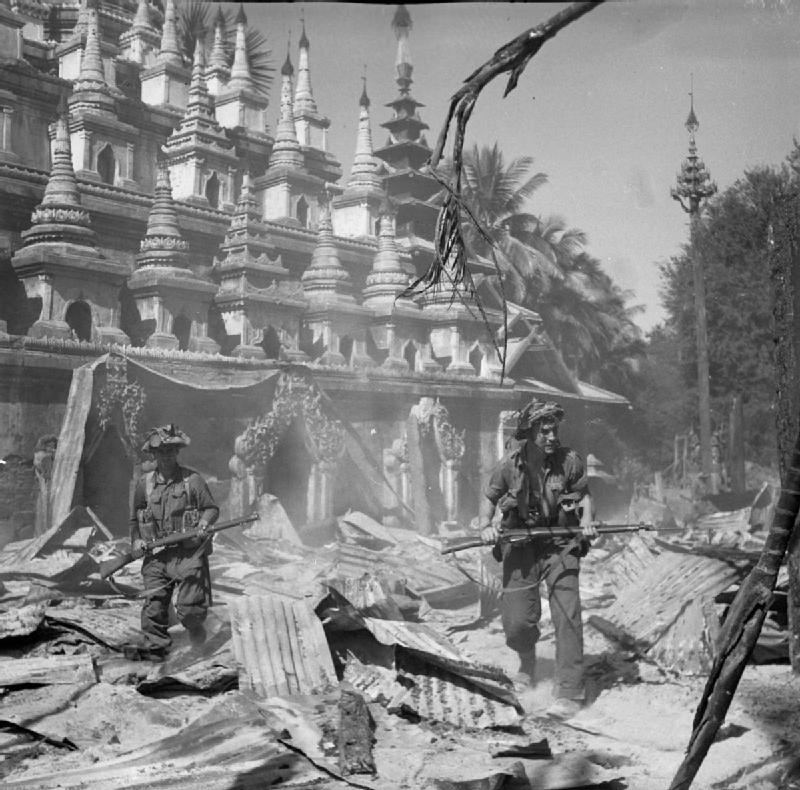
Lính Anh tuần tra trong đống đổ nát của thị trấn Bahe ở Myanmar trong cuộc tấn công tiến về Mandalay, tháng 1 năm 1945.

Sau khi tổ chức Dobama Asiayone kêu gọi một cuộc nổi dậy toàn quốc, lệnh bắt giữ đã được ban hành đối với nhiều lãnh đạo tổ chức này, bao gồm cả Aung San, người đã trốn sang Trung Quốc. Aung San có ý định liên lạc với các Đảng Cộng sản Trung Quốc nhưng ông đã bị các nhà chức trách Nhật Bản phát hiện và họ đề nghị hỗ trợ ông bằng cách thành lập một đơn vị tình báo bí mật gọi là Minami Kikan do Đại tá Suzuki đứng đầu với mục tiêu đóng cửa con đường Miến Điện và hỗ trợ một cuộc nổi dậy toàn quốc. Aung San tạm thời trở về Miến Điện để tuyển mộ 29 thanh niên sang Nhật Bản cùng ông để nhận huấn luyện quân sự trên đảo Hải Nam, Trung Quốc, và họ được biết đến với tên gọi là "Ba mươi đồng chí". Khi quân Nhật chiếm đóng Bangkok vào tháng 12 năm 1941, Aung San đã tuyên bố thành lập Quân đội Độc lập Miến Điện (BIA) để chuẩn bị cho cuộc xâm lược Miến Điện bởi Nhật Bản vào năm 1942.
Quân đội Độc lập Miến Điện đã thành lập một chính phủ lâm thời ở một số khu vực vào mùa xuân năm 1942, nhưng đã có những khác biệt trong giới lãnh đạo Nhật Bản về tương lai Miến Điện. Trong khi Đại tá Suzuki khuyến khích Ba mươi đồng chí thành lập chính phủ lâm thời, lãnh đạo quân đội Nhật Bản chưa bao giờ chính thức chấp nhận kế hoạch này. Cuối cùng, quân đội Nhật Bản quay sang Ba Maw để thành lập một chính phủ. Trong thời gian chiến tranh năm 1942, Quân đội Độc lập Miến Điện đã phát triển một cách không kiểm soát, và ở nhiều huyện, các quan chức thậm chí là tội phạm đã tự bổ nhiệm vào Quân đội Độc lập Miến Điện. Quân đội Độc lập Miến Điện sau đó được tổ chức lại thành Quân đội Phòng vệ Miến Điện (BDA) dưới sự chỉ huy bởi Nhật Bản nhưng vẫn do Aung San đứng đầu. Ba Maw sau đó được tuyên bố là người đứng đầu nhà nước, và nội các của ông bao gồm cả Aung San với tư cách là Bộ trưởng Chiến tranh và lãnh đạo Cộng sản Thakin Than Tun làm Bộ trưởng Đất đai và Nông nghiệp cùng với các lãnh đạo Xã hội chủ nghĩa Thakins Nu và Mya. Khi Nhật Bản tuyên bố Miến Điện, về mặt lý thuyết, độc lập vào năm 1943, Quân đội Phòng vệ Miến Điện (BDA) được đổi tên thành Quân đội Quốc gia Miến Điện (BNA).

### Quay sang ủng hộ Đồng Minh
Sau khi nhận ra lời hứa độc lập từ Nhật Bản chỉ là một trò lừa dối, Aung San bắt đầu đàm phán với các lãnh đạo Cộng sản Thakin Than Tun và Thakin Soe, và các lãnh đạo Xã hội chủ nghĩa Ba Swe và Kyaw Nyein, dẫn đến việc thành lập Tổ chức Chống Phát xít (AFO) vào tháng 8 năm 1944 trong một cuộc họp bí mật của Đảng Cộng sản Miến Điện, Đảng Cách mạng Nhân dân và Quân đội Quốc gia Miến Điện tại Pegu. Tổ chức Chống Phát xít sau đó được đổi tên thành Liên minh Tự do Nhân dân Chống Phát xít (AFPFL). Ngày 27 tháng 3 năm 1945, Quân đội Quốc gia Miến Điện đã nổi dậy trong một cuộc nổi dậy toàn quốc chống lại Nhật Bản, ngày này sau đó được kỷ niệm là "Ngày Kháng chiến" cho đến khi quân đội đổi tên thành "Ngày Lực lượng Vũ trang Tatmadaw". Aung San và những người khác sau đó bắt đầu đàm phán với Bá tước Mountbatten và chính thức gia nhập Đồng Minh với tư cách là Lực lượng Yêu nước Miến Điện (PBF). Những cuộc đàm phán với người Anh về việc giải giáp AFO và sự tham gia các binh lính trong Quân đội Miến Điện sau chiến tranh đã diễn ra. Một số cựu chiến binh đã được thành lập thành lực lượng bán quân sự dưới quyền Aung San, được gọi là Pyithu yèbaw tat hay Tổ chức Tình nguyện Nhân dân (PVO), và công khai tập trận trong quân phục. Việc tiếp quản PBF đã được hoàn tất thành công tại hội nghị Kandy ở Ceylon vào tháng 9 năm 1945.
Trong thời gian bị Nhật Bản chiếm đóng, từ 170.000 đến 250.000 dân thường đã thiệt mạng. Căng thẳng giữa các sắc tộc tiếp tục gia tăng khi nhiều nhóm dân tộc thiểu số như người Karen và người Kachin vẫn trung thành với người Anh, gây ra nhiều cuộc bạo lực cộng đồng ở nhiều nơi.

## Sau Thế chiến II
Sau khi Nhật Bản đầu hàng, một chính quyền quân sự đã được thiết lập tại Miến Điện, cùng với yêu cầu xét xử Aung San vì liên quan đến một vụ giết người trong các hoạt động quân sự năm 1942. Tuy nhiên, Bá tước Mountbatten nhận ra rằng việc này là không thể do Aung San có sự ủng hộ mạnh mẽ từ quần chúng.
Sau chiến tranh, Thống đốc Anh, Sir Reginald Dorman-Smith, trở lại và chính quyền được khôi phục đã tập trung vào chương trình tái thiết đất nước, trì hoãn các cuộc thảo luận về độc lập. Liên minh Tự do Nhân dân Chống Phát xít (AFPFL) phản đối chính quyền này, dẫn đến bất ổn chính trị trong nước. Đồng thời, rạn nứt cũng xuất hiện trong Liên minh giữa các đảng viên Cộng sản và Aung San cùng với những người Xã hội về chiến lược, dẫn đến việc Than Tun phải từ chức tổng thư ký vào tháng 7 năm 1946 và việc trục xuất Đảng Cộng sản Miến Điện (CPB) khỏi Liên minh vào tháng 10 năm đó.
Sir Hubert Rance thay thế Dorman-Smith làm thống đốc mới và ngay sau khi nhậm chức, Cảnh sát Rangoon bắt đầu đình công vào tháng 9 năm 1946. Cuộc đình công sau đó lan rộng từ cảnh sát sang các nhân viên chính phủ và suýt trở thành một cuộc đình công toàn quốc. Rance đã xoa dịu tình hình bằng cách gặp Aung San và thuyết phục ông gia nhập Hội đồng Hành pháp Thống đốc cùng các thành viên khác của Liên minh. Hội đồng hành pháp mới, có được sự tin cậy hơn từ người dân, bắt đầu đàm phán Miến Điện độc lập. Những cuộc đàm phán này đã thành công, dẫn đến Hiệp định Aung San-Attlee vào ngày 27 tháng 1 năm 1947.
Aung San cũng đạt được thỏa thuận với các dân tộc thiểu số tại Hội nghị Panglong vào ngày 12 tháng 2, một sự kiện sau này được kỷ niệm là "Ngày Liên minh". Hội nghị này đã quyết định thành lập Liên bang Miến Điện, một dấu mốc quan trọng trong lịch sử đất nước. Sự nổi tiếng Liên minh, giờ đây do Aung San và những người Xã hội đứng đầu, được khẳng định khi họ giành chiến thắng áp đảo trong cuộc bầu cử Hội đồng lập hiến vào tháng 4 năm 1947.
Ngày 19 tháng 7 năm 1947, cựu Thủ tướng bảo thủ U Saw đã tổ chức vụ ám sát Aung San và nhiều thành viên trong nội các của ông, bao gồm cả người anh trai cả của ông là Ba Win. Ngày này sau đó được kỷ niệm là "Ngày các liệt sĩ". Sau vụ ám sát, Thakin Nu, lãnh đạo Đảng Xã hội, được yêu cầu thành lập chính phủ mới và ông đã chủ trì việc tuyên bố Miến Điện độc lập vào ngày 4 tháng 1 năm 1948 theo Đạo luật Độc lập Miến Điện năm 1947. Tình cảm dân tộc mạnh mẽ đến mức Miến Điện đã quyết định không gia nhập Khối thịnh vượng chung các quốc gia, khác với Ấn Độ và Pakistan.

## Thời kỳ độc lập

### 1948–1962
Nội chiến bùng nổ gần như ngay lập tức sau khi giành được độc lập, Đảng Cộng sản Miến Điện rút khỏi chính phủ và bắt đầu cuộc nổi dậy, trong khi cuộc nổi dậy bởi người Karen bắt đầu vào năm sau. Những năm đầu nền độc lập Miến Điện chứng kiến các cuộc nổi dậy liên tiếp từ các nhóm Cộng sản Cờ Đỏ do Thakin Soe lãnh đạo, Cộng sản Cờ Trắng do Thakin Than Tun lãnh đạo, Tổ chức Tình nguyện Nhân dân (White Band) do Bo La Yaung lãnh đạo, quân nổi loạn gọi mình là Quân đội Cách mạng Miến Điện (RBA) do các sĩ quan Cộng sản Bo Zeya, Bo Yan Aung và Bo Yè Htut lãnh đạo - tất cả đều là thành viên Ba Mươi Đồng chí, người Hồi giáo Arakan hay Mujahid, và Liên minh Quốc gia Karen (KNU).
Sau khi Cộng sản chiến thắng ở Trung Quốc năm 1949, các khu vực xa xôi phía Bắc Miến Điện trong nhiều năm đã bị kiểm soát bởi quân đội lực lượng Quốc Dân Đảng (KMT) dưới sự chỉ huy của Tướng Lý Di.
Miến Điện đã chấp nhận sự hỗ trợ từ nước ngoài trong việc tái thiết đất nước trong những năm đầu, nhưng sự hỗ trợ liên tục từ Mỹ cho sự hiện diện quân sự của Quốc Dân Đảng Trung Quốc ở Miến Điện cuối cùng đã khiến quốc gia này từ chối hầu hết các viện trợ nước ngoài, từ chối gia nhập Tổ chức Hiệp ước Đông Nam Á (SEATO), và ủng hộ Hội nghị Bandung năm 1955. Miến Điện nói chung cố gắng giữ trung lập trong các vấn đề quốc tế và là một trong những quốc gia đầu tiên trên thế giới công nhận Israel và Cộng hòa Nhân dân Trung Hoa.
Đến năm 1958, đất nước bắt đầu phục hồi về kinh tế, nhưng lại bắt đầu suy yếu về chính trị do sự chia rẽ trong AFPFL thành hai phe. Một phe do Thakins Nu và Tin lãnh đạo, và phe kia do Ba Swe và Kyaw Nyein lãnh đạo. Điều này diễn ra bất chấp thành công bất ngờ đề xuất "Vũ khí cho Dân chủ" của U Nu được U Seinda ở Arakan, Pa-O, một số nhóm Mon và Shan chấp thuận, nhưng đáng kể hơn là PVO đầu hàng giao nộp vũ khí.
Tình hình trong quốc hội trở nên rất bất ổn, U Nu chỉ tồn tại sau một cuộc bỏ phiếu bất tín nhiệm nhờ sự ủng hộ từ Mặt trận Quốc gia Thống nhất (NUF), được cho là có sự tham gia 'cộng sản ngầm'. Những người cứng rắn trong quân đội giờ đây đã thấy 'mối đe dọa' từ Đảng Cộng sản Miến Điện khi đạt được thỏa thuận với U Nu thông qua Mặt trận, và cuối cùng U Nu 'mời' Tổng tham mưu trưởng quân đội, Tướng Ne Win, tiếp quản đất nước. Hơn 400 'người ủng hộ cộng sản' đã bị bắt, trong đó 153 người bị trục xuất đến Đảo Coco ở Biển Andaman. Trong số đó có lãnh đạo NUF Aung Than, anh trai Aung San. Các tờ báo Botataung, Kyemon và Nhật báo Rangoon cũng bị đóng cửa.
Chính phủ tạm quyền Ne Win đã thành công trong việc cải thiện tình hình an ninh và mở đường cho cuộc tổng tuyển cử mới vào năm 1960, mang lại chiến thắng lớn cho Đảng Liên minh của U Nu. Tuy nhiên, tình hình không duy trì được sự ổn định lâu dài, khi Phong trào Liên bang Shan, do Nyaung Shwe Sawbwa Sao Shwe Thaik (Tổng thống đầu tiên Miến Điện độc lập 1948-1952) khởi xướng và mong muốn một 'liên bang lỏng lẻo', được coi là một phong trào ly khai, khăng khăng yêu cầu chính phủ tôn trọng quyền ly khai trong 10 năm được quy định trong Hiến pháp năm 1947. Ne Win đã thành công trong việc tước bỏ quyền lực phong kiến của các lãnh chúa Shan để đổi lấy lương hưu suốt đời vào năm 1959.

### 1962–1988
Vào ngày 2 tháng 3 năm 1962, Ne Win cùng 16 sĩ quan quân đội cấp cao khác đã thực hiện một cuộc đảo chính, bắt giữ U Nu, Sao Shwe Thaik và một số người khác, và tuyên bố thành lập một nhà nước xã hội chủ nghĩa do Hội đồng Cách mạng Liên bang lãnh đạo. Con trai Sao Shwe Thaik, Sao Mye Thaik, đã bị bắn chết trong một sự kiện mà người ta thường mô tả là một cuộc đảo chính "không đổ máu". Thibaw Sawbwa Sao Kya Seng cũng biến mất một cách bí ẩn sau khi bị chặn lại tại một trạm kiểm soát gần Taunggyi.
Một số cuộc biểu tình đã diễn ra sau cuộc đảo chính, và ban đầu phản ứng từ phía quân đội rất nhẹ nhàng. Tuy nhiên, vào ngày 7 tháng 7 năm 1962, một cuộc biểu tình sinh viên ôn hòa tại khuôn viên Đại học Rangoon đã bị quân đội đàn áp, giết chết hơn 100 sinh viên. Ngày hôm sau, quân đội đã phá hủy tòa nhà Liên minh Sinh viên. Các cuộc đàm phán hòa bình đã được tổ chức giữa Hội đồng Cách mạng và các nhóm nổi dậy có vũ trang vào năm 1963, nhưng không đạt được đột phá, và trong suốt quá trình đàm phán cũng như sau khi chúng thất bại, hàng trăm người đã bị bắt ở Rangoon và các nơi khác từ cả hai phía cánh hữu và cánh tả. Tất cả các đảng đối lập bị cấm vào ngày 28 tháng 3 năm 1964. Cuộc nổi dậy người Kachin do Tổ chức Độc lập Kachin (KIO) lãnh đạo đã bắt đầu sớm hơn vào năm 1961 do tuyên bố U Nu về Phật giáo là quốc giáo, và Quân đội Bang Shan (SSA), do vợ của Sao Shwe Thaik là Mahadevi và con trai Chao Tzang Yaunghwe lãnh đạo, đã phát động cuộc nổi dậy vào năm 1964 như một hệ quả trực tiếp cuộc đảo chính quân sự năm 1962.
Ne Win nhanh chóng thực hiện các bước để biến Miến Điện thành một "nhà nước xã hội chủ nghĩa" theo tầm nhìn của ông và cô lập đất nước khỏi thế giới bên ngoài. Một hệ thống đơn đảng được thành lập với Đảng Chương trình Xã hội Chủ nghĩa Miến Điện (BSPP) mới thành lập kiểm soát hoàn toàn. Thương mại và công nghiệp đều bị quốc hữu hóa, nhưng nền kinh tế không phát triển do chính phủ quá chú trọng vào phát triển công nghiệp mà bỏ qua nông nghiệp. Vào tháng 4 năm 1972, Tướng Ne Win và phần còn lại của Hội đồng Cách mạng Liên bang đã nghỉ hưu khỏi quân đội, nhưng giờ đây với tên gọi U Ne Win, ông tiếp tục điều hành đất nước thông qua BSPP. Một hiến pháp mới được ban hành vào tháng 1 năm 1974, dẫn đến việc thành lập Hội đồng Nhân dân (Pyithu Hluttaw) nắm giữ quyền lập pháp, hành pháp và tư pháp tối cao, và các Hội đồng Nhân dân địa phương. Ne Win trở thành tổng thống chính phủ mới.
Bắt đầu từ tháng 5 năm 1974, một làn sóng đình công đã nổ ra tại Rangoon và các nơi khác trên cả nước trong bối cảnh tham nhũng, lạm phát và thiếu hụt lương thực, đặc biệt là gạo. Ở Rangoon, công nhân đã bị bắt tại nhà ga xe lửa Insein, và quân đội đã nổ súng vào công nhân tại nhà máy dệt Thamaing và bến tàu Simmalaik. Vào tháng 12 năm 1974, các cuộc biểu tình chống chính phủ lớn nhất từ trước đến nay đã nổ ra trong lễ tang cựu Tổng Thư ký Liên Hợp Quốc U Thant. U Thant, người từng là cố vấn thân cận nhất của cựu Thủ tướng U Nu vào những năm 1950, được coi là biểu tượng của sự phản đối chế độ quân sự. Người dân Miến Điện cảm thấy rằng U Thant đã bị từ chối một lễ tang cấp nhà nước mà ông xứng đáng có được như một chính khách có tầm cỡ quốc tế vì mối liên hệ của ông với U Nu.
Vào ngày 23 tháng 3 năm 1976, hơn 100 sinh viên đã bị bắt vì tổ chức một buổi lễ ôn hòa (Hmaing yabyei) để kỷ niệm 100 năm ngày sinh Thakin Kodaw Hmaing, người được coi là nhà thơ, nhà văn vĩ đại nhất Miến Điện và là nhà lãnh đạo dân tộc chủ nghĩa thế kỷ 20 trong lịch sử Miến Điện. Ông đã truyền cảm hứng cho cả một thế hệ những người theo chủ nghĩa dân tộc và các nhà văn Miến Điện bằng tác phẩm của mình, chủ yếu được viết bằng thơ, khơi dậy niềm tự hào to lớn về lịch sử, ngôn ngữ và văn hóa Miến Điện, đồng thời thúc giục hành động trực tiếp như các cuộc đình công sinh viên và công nhân. Chính Hmaing, với tư cách là lãnh đạo Tổ chức Dobama (Us Burma), đã gửi Ba Mươi Đồng chí ra nước ngoài để huấn luyện quân sự, trở thành nguồn gốc Quân đội Myanmar hiện đại, và sau khi độc lập, ông đã cống hiến cuộc đời mình cho hòa bình nội bộ và hòa giải dân tộc cho đến khi ông qua đời ở tuổi 88 vào năm 1964. Hmaing được an táng trong một lăng mộ dưới chân chùa Shwedagon.
Một sĩ quan trẻ tên là Đại úy Ohn Kyaw Myint đã âm mưu cùng với một số sĩ quan khác vào năm 1976 để ám sát Ne Win và San Yu, nhưng âm mưu bị bại lộ và viên sĩ quan này đã bị xét xử và treo cổ.
Năm 1978, một chiến dịch quân sự đã được tiến hành chống lại người Hồi giáo Rohingya ở Arakan, gọi là Chiến dịch Vua Rồng, khiến 250.000 người tị nạn phải chạy sang Bangladesh.
U Nu, sau khi được thả khỏi nhà tù vào tháng 10 năm 1966, đã rời Miến Điện vào tháng 4 năm 1969, và thành lập Đảng Dân chủ Nghị viện (PDP) vào tháng 8 năm sau tại Bangkok, Thái Lan với các cựu Ba Mươi Đồng chí, Bo Let Ya, đồng sáng lập CPB và cựu Bộ trưởng Quốc phòng kiêm phó thủ tướng, Bo Yan Naing, và U Thwin, cựu BIA và cựu Bộ trưởng Thương mại. Một thành viên khác của Ba Mươi Đồng chí, Bohmu Aung, cựu Bộ trưởng Quốc phòng, sau đó đã tham gia. Người thứ tư, Bo Setkya, người đã đi vào hoạt động ngầm sau cuộc đảo chính năm 1962, đã qua đời tại Bangkok ngay trước khi U Nu đến. PDP đã phát động một cuộc nổi dậy vũ trang qua biên giới Thái Lan từ năm 1972 đến năm 1978 khi Bo Let Ya bị giết trong một cuộc tấn công của Liên minh Quốc gia Karen (KNU). U Nu, Bohmu Aung và Bo Yan Naing trở về Rangoon sau khi có lệnh ân xá năm 1980. Ne Win cũng bí mật tổ chức các cuộc đàm phán hòa bình sau đó vào năm 1980 với KIO và CPB, nhưng lại kết thúc trong bế tắc như trước đây.

### Khủng hoảng và cuộc nổi dậy năm 1988
Ne Win đã nghỉ hưu vào năm 1981 nhưng vẫn giữ quyền lực với tư cách là Chủ tịch Đảng Chương trình Xã hội Chủ nghĩa Miến Điện (BSPP) cho đến khi bất ngờ tuyên bố từ chức vào ngày 23 tháng 7 năm 1988. Trong những năm 1980, nền kinh tế bắt đầu phát triển khi chính phủ nới lỏng các hạn chế về viện trợ nước ngoài. Tuy nhiên, đến cuối thập kỷ này, giá hàng hóa giảm và nợ nần tăng cao dẫn đến một cuộc khủng hoảng kinh tế. Điều này đã dẫn đến các cải cách kinh tế vào các năm 1987–1988, nới lỏng các kiểm soát xã hội chủ nghĩa và khuyến khích đầu tư nước ngoài. Tuy nhiên, điều này không đủ để ngăn chặn tình trạng hỗn loạn ngày càng gia tăng trong nước, đặc biệt là do các đợt "phi tiền tệ hóa" định kỳ của một số mệnh giá tiền tệ, với lần cuối cùng diễn ra vào tháng 9 năm 1987, làm mất hết số tiền tiết kiệm phần lớn dân chúng.
Vào tháng 9 năm 1987, người cai trị trên thực tế của Miến Điện, U Ne Win, bất ngờ hủy bỏ một số mệnh giá tiền tệ, gây ra suy thoái lớn trong nền kinh tế. Nguyên nhân chính của việc hủy bỏ này là do mê tín U Ne Win, vì ông coi số 9 là số may mắn của mình—ông chỉ cho phép lưu hành các mệnh giá 45 và 90 kyat, vì chúng chia hết cho số 9. Việc Miến Điện được Liên Hợp Quốc công nhận là quốc gia kém phát triển nhất vào tháng 12 năm đó đã nhấn mạnh sự phá sản kinh tế đất nước.
Sự đàn áp tàn bạo cảnh sát đối với các cuộc biểu tình do sinh viên lãnh đạo, khiến hơn một trăm sinh viên và dân thường thiệt mạng vào tháng 3 và tháng 6 năm 1988, đã kích hoạt các cuộc biểu tình và biểu tình lan rộng vào ngày 8 tháng 8 trên khắp cả nước. Quân đội đã phản ứng bằng cách nổ súng vào đám đông, cáo buộc có sự thâm nhập cộng sản. Bạo lực, hỗn loạn và vô chính phủ bao trùm. Chính quyền dân sự đã ngừng tồn tại và đến tháng 9 năm đó, đất nước đang trên bờ vực một cuộc cách mạng. Lực lượng vũ trang, dưới sự chỉ huy danh nghĩa của Tướng Saw Maung, đã tiến hành một cuộc đảo chính vào ngày 8 tháng 8 để lập lại trật tự. Trong Cuộc nổi dậy 8888, như nó được gọi, quân đội đã giết hại hơn 3.000 người. Quân đội đã gạt bỏ Hiến pháp năm 1974 để chuyển sang thiết quân luật dưới Hội đồng Khôi phục Luật pháp và Trật tự Quốc gia (SLORC) với Saw Maung làm chủ tịch và thủ tướng.
Tại một cuộc họp báo đặc biệt kéo dài sáu giờ vào ngày 5 tháng 8 năm 1989, Chuẩn tướng Khin Nyunt, Thư ký thứ nhất SLORC và là người đứng đầu Cục Tình báo Quân sự (MIS), tuyên bố rằng cuộc nổi dậy đã được Đảng Cộng sản Miến Điện dàn dựng thông qua tổ chức ngầm của nó. Mặc dù không thể tránh khỏi việc có một số sự hiện diện ngầm của Đảng Cộng sản Miến Điện cũng như các nhóm nổi dậy dân tộc, nhưng không có bằng chứng nào cho thấy họ đã nắm quyền kiểm soát ở bất kỳ mức độ nào. Trên thực tế, vào tháng 3 năm 1989, ban lãnh đạo Đảng Cộng sản Miến Điện đã bị lật đổ bởi một cuộc nổi loạn bởi quân đội Kokang và Wa—những người mà nó đã dựa vào sau khi mất các thành trì cũ ở miền trung Miến Điện và thiết lập lại các căn cứ ở phía đông bắc vào cuối những năm 1960; các nhà lãnh đạo cộng sản đã sớm buộc phải lưu vong qua biên giới Trung Quốc.

### 1990-2006
Chính phủ quân sự đã thông báo thay đổi tên quốc gia từ Miến Điện thành Myanmar bằng tiếng Anh vào năm 1989. Chính phủ cũng tiếp tục các cải cách kinh tế do chế độ cũ khởi xướng và kêu gọi Hội đồng Lập hiến sửa đổi Hiến pháp năm 1974. Điều này dẫn đến cuộc bầu cử đa đảng vào tháng 5 năm 1990, trong đó Liên minh Quốc gia vì Dân chủ (NLD) mới thành lập đã giành chiến thắng vang dội trước Đảng Đoàn kết Quốc gia (NUP, kế nhiệm của BSPP) và khoảng một chục đảng nhỏ khác.
Quân đội phớt lờ kết quả và tiếp tục cầm quyền. Hai lãnh đạo NLD, Tin Oo và Aung San Suu Kyi, con gái Aung San, đã bị quản thúc tại gia như đã bị áp đặt vào năm trước. Myanmar đã phải đối mặt với áp lực quốc tế ngày càng tăng để triệu tập hội đồng được bầu, đặc biệt là sau khi Aung San Suu Kyi được trao giải Nobel Hòa bình vào năm 1991, và cũng phải đối mặt với các biện pháp trừng phạt kinh tế. Tháng 4 năm 1992, quân đội thay thế Saw Maung bằng Tướng Than Shwe.
Than Shwe đã thả U Nu khỏi nhà tù và nới lỏng một số hạn chế đối với việc quản thúc tại gia với Aung San Suu Kyi, cuối cùng thả bà vào năm 1995, mặc dù bà bị cấm rời khỏi Rangoon. Than Shwe cũng cuối cùng cho phép Hội đồng Quốc gia họp vào tháng 1 năm 1993, nhưng nhấn mạnh rằng hội đồng này phải giữ vai trò quan trọng của quân đội trong bất kỳ chính phủ tương lai nào, và thỉnh thoảng đình chỉ hội đồng. NLD, không chịu nổi sự can thiệp, đã rút lui vào cuối năm 1995, và hội đồng cuối cùng đã bị giải tán vào tháng 3 năm 1996 mà không tạo ra được hiến pháp.
Trong thập niên 1990, chế độ quân sự cũng phải đối mặt với một số cuộc nổi dậy của các dân tộc thiểu số ở các vùng biên giới. Tướng Khin Nyunt đã đàm phán được các thỏa thuận ngừng bắn, chấm dứt xung đột với người Kokang, các bộ tộc trên đồi như Wa và Kachin, nhưng người Karen không đàm phán. Cuối cùng quân đội đã chiếm được căn cứ chính của Karen tại Manerplaw vào mùa xuân năm 1995, nhưng vẫn chưa có thỏa thuận hòa bình cuối cùng. Khun Sa, một trùm thuốc phiện lớn, người kiểm soát một phần bang Shan, đã đạt được thỏa thuận với chính phủ vào tháng 12 năm 1995 sau áp lực từ Mỹ.
Sau thất bại của Hội đồng Quốc gia trong việc tạo ra hiến pháp mới, căng thẳng giữa chính phủ và NLD gia tăng, dẫn đến hai cuộc đàn áp lớn đối với NLD vào năm 1996 và 1997. SLORC đã bị giải thể vào tháng 11 năm 1997 và thay thế bằng Hội đồng Hòa bình và Phát triển Quốc gia (SPDC), nhưng đó chỉ là sự thay đổi hình thức. Tiếp tục có báo cáo về vi phạm nhân quyền ở Myanmar đã khiến Hoa Kỳ gia tăng các biện pháp trừng phạt vào năm 1997, và Liên minh châu Âu theo sau vào năm 2000.
Quân đội một lần nữa đặt Aung San Suu Kyi dưới sự quản thúc tại gia vào tháng 9 năm 2000 cho đến tháng 5 năm 2002, khi các hạn chế đi lại của bà ngoài Rangoon cũng được dỡ bỏ. Các cuộc đàm phán hòa giải đã được tổ chức với chính phủ, nhưng sau đó rơi vào bế tắc và Suu Kyi một lần nữa bị giam giữ vào tháng 5 năm 2003 sau một cuộc phục kích trên đoàn xe của bà, được cho là do một đám đông thân quân đội thực hiện. Chính phủ cũng tiến hành một cuộc đàn áp quy mô lớn khác đối với NLD, bắt giữ nhiều lãnh đạo của họ và đóng cửa hầu hết các văn phòng của họ. Tình hình ở Myanmar vẫn căng thẳng cho đến ngày nay.
Tháng 8 năm 2003, Kyin Nyunt tuyên bố một "lộ trình bảy bước tới dân chủ". Không có thời gian biểu hoặc bất kỳ cơ chế độc lập nào để xác minh rằng lộ trình này đang tiến triển. Hầu hết các chính phủ phương Tây và các nước láng giềng Myanmar đều hoài nghi về lộ trình này.
Vào ngày 17 tháng 2 năm 2005, chính phủ đã triệu tập lại Hội đồng Quốc gia, lần đầu tiên kể từ năm 1993, để cố gắng viết lại Hiến pháp. Tuy nhiên, các tổ chức và đảng phái ủng hộ dân chủ chính, bao gồm Liên minh Quốc gia vì Dân chủ, đã bị cấm tham gia, quân đội chỉ cho phép các đảng nhỏ được chọn tham gia. Hội đồng lại một lần nữa được hoãn lại vào tháng 1 năm 2006.
Tháng 11 năm 2005, chính quyền quân sự bắt đầu di chuyển chính phủ ra khỏi Yangon đến một địa điểm không được đặt tên gần Kyatpyay, bên ngoài Pyinmana, đến một thành phố thủ đô mới được chỉ định. Hành động công khai này là tiếp nối chính sách không chính thức lâu dài của việc di chuyển cơ sở hạ tầng quân sự và chính phủ quan trọng ra khỏi Yangon để tránh tái diễn các sự kiện năm 1988. Vào Ngày Lực lượng Vũ trang (27 tháng 3 năm 2006), thủ đô chính thức được đặt tên là Naypyidaw Myodaw (nghĩa đen: Thành phố Hoàng gia của ngai vàng).
Tháng 11 năm 2006, Tổ chức Lao động Quốc tế (ILO) thông báo sẽ tìm cách "truy tố các thành viên quân đội Myanmar về tội ác chống lại loài người" tại Tòa án Công lý Quốc tế vì việc cưỡng bức lao động liên tục đối với công dân bởi quân đội. Theo ILO, ước tính có khoảng 800.000 người bị ép buộc lao động ở Myanmar.

### Biểu tình chống chính phủ năm 2007

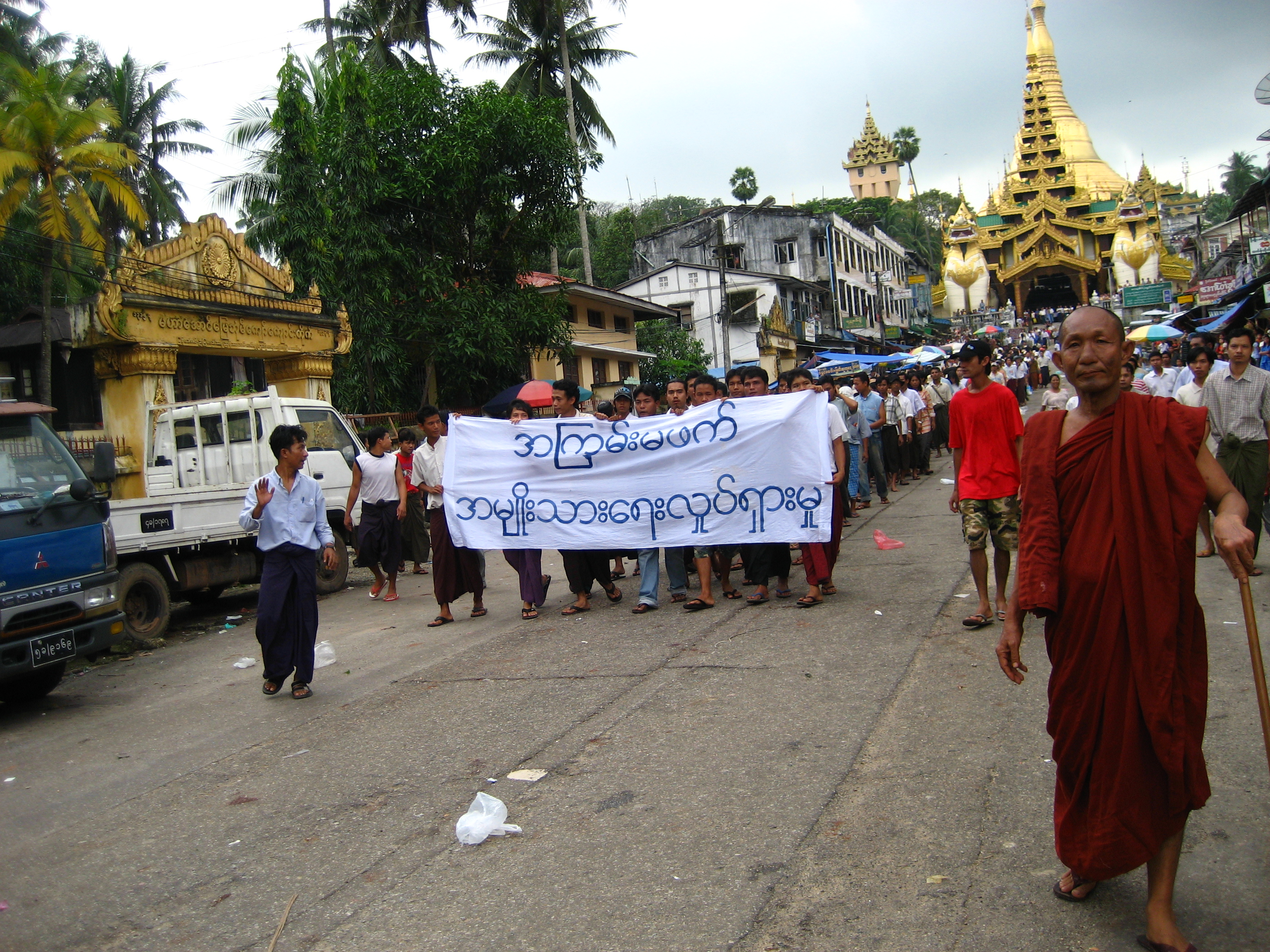
Các người biểu tình ở Yangon với một biểu ngữ ghi phi bạo lực: phong trào quốc gia bằng tiếng Myanmar, với Chùa Shwedagon làm bối cảnh.

Các cuộc biểu tình chống chính phủ tại Myanmar năm 2007 là một loạt các cuộc biểu tình chống chính phủ bắt đầu tại Myanmar vào ngày 15 tháng 8 năm 2007. Nguyên nhân trực tiếp các cuộc biểu tình là quyết định bất ngờ từ chính quyền quân sự, Hội đồng Hòa bình và Phát triển Quốc gia, về việc bãi bỏ các khoản trợ cấp nhiên liệu, khiến giá dầu diesel và xăng tăng đột ngột lên đến 100%, và giá khí nén thiên nhiên cho xe buýt tăng gấp năm lần chỉ trong chưa đầy một tuần. Các cuộc biểu tình ban đầu bị đàn áp nhanh chóng và nghiêm khắc bởi quân đội, với hàng chục người biểu tình bị bắt giữ. Bắt đầu từ ngày 18 tháng 9, các cuộc biểu tình đã được lãnh đạo bởi hàng ngàn nhà sư Phật giáo, và các cuộc biểu tình này đã được phép tiến hành cho đến khi chính phủ đàn áp một lần nữa vào ngày 26 tháng 9.
Trong thời gian đàn áp, có tin đồn về sự bất đồng trong quân đội Myanmar, nhưng không có gì được xác nhận. Vào thời điểm đó, các nguồn độc lập đã báo cáo, thông qua hình ảnh và tường thuật, rằng 30 đến 40 nhà sư và 50 đến 70 dân thường đã bị giết, cũng như 200 người bị đánh đập. Tuy nhiên, các nguồn khác cho thấy con số ấn tượng hơn. Trong một tuyên bố của Nhà Trắng, Tổng thống Bush đã nói: "Các nhà sư đã bị đánh đập và giết hại... Hàng ngàn người biểu tình ủng hộ dân chủ đã bị bắt giữ". Một số báo cáo tin tức đã gọi các cuộc biểu tình này là Cách mạng áo vàng.
Ngày 7 tháng 2 năm 2008, SPDC thông báo rằng sẽ tổ chức một cuộc trưng cầu dân ý cho Hiến pháp và bầu cử vào năm 2010. Cuộc trưng cầu dân ý về Hiến pháp Myanmar năm 2008 được tổ chức vào ngày 10 tháng 5 và hứa hẹn một "nền dân chủ phát triển kỷ luật" cho đất nước trong tương lai.

### Bão Nargis
Ngày 3 tháng 5 năm 2008, bão Nargis đã tàn phá đất nước khi gió lên tới 215 km/h (135 mph) chạm đất ở vùng đồng bằng đông dân cư, canh tác lúa khu vực Irrawaddy. Ước tính hơn 130.000 người đã chết hoặc mất tích và thiệt hại lên tới 10 tỷ đô la Mỹ; đây là thảm họa thiên nhiên tồi tệ nhất trong lịch sử Myanmar. Chương trình Lương thực Thế giới đã báo cáo rằng, "Một số ngôi làng gần như đã bị xóa sổ hoàn toàn và các khu vực trồng lúa rộng lớn đã bị quét sạch".
Liên Hợp Quốc ước tính rằng có đến 1 triệu người đã mất nhà cửa và Tổ chức Y tế Thế giới "đã nhận được báo cáo về các vụ bùng phát bệnh sốt rét ở khu vực bị ảnh hưởng nặng nề nhất". Tuy nhiên, trong những ngày quan trọng sau thảm họa này, chế độ cô lập Myanmar đã làm phức tạp các nỗ lực phục hồi bằng cách trì hoãn việc nhập cảnh các máy bay Liên Hợp Quốc mang theo thuốc men, thực phẩm và các vật tư khác. Việc chính phủ không cho phép các nỗ lực cứu trợ quốc tế quy mô lớn nhập cảnh đã được Liên Hợp Quốc mô tả là "chưa từng có tiền lệ".

### 2011–2016

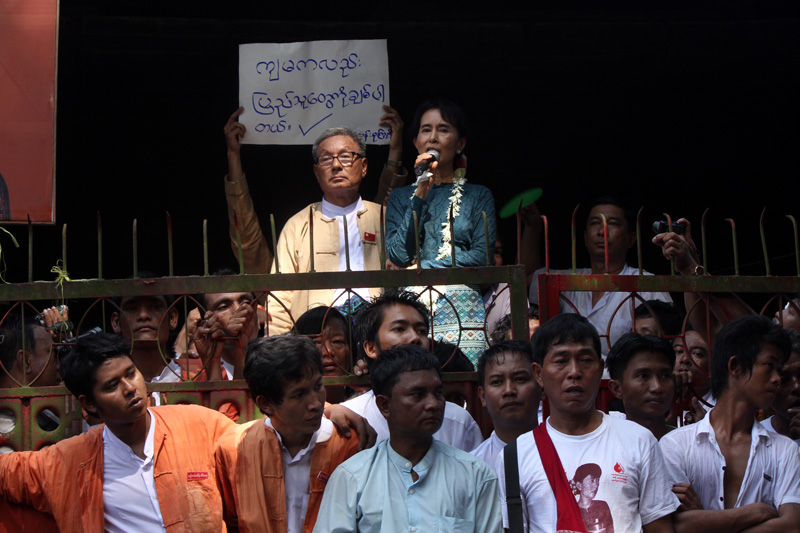
Aung San Suu Kyi phát biểu trước đám đông tại trụ sở của Liên minh Quốc gia vì Dân chủ (NLD) ngay sau khi bà được thả.

Các cải cách dân chủ ở Myanmar từ năm 2011 đến 2012 là một loạt các thay đổi chính trị, kinh tế và hành chính do chính phủ quân sự hỗ trợ thực hiện. Những cải cách này bao gồm việc thả lãnh đạo phong trào dân chủ Aung San Suu Kyi khỏi tình trạng quản thúc tại gia và các cuộc đối thoại tiếp theo với bà, thành lập Ủy ban Nhân quyền Quốc gia, ân xá cho hơn 200 tù nhân chính trị, ban hành luật lao động mới cho phép thành lập các công đoàn và đình công, nới lỏng kiểm duyệt báo chí và quy định các hoạt động tiền tệ.
Như một hệ quả các cải cách này, ASEAN đã phê chuẩn đơn xin đảm nhiệm chức chủ tịch vào năm 2014 của Myanmar. Ngoại trưởng Hoa Kỳ Hillary Clinton đã đến thăm Myanmar vào ngày 1 tháng 12 năm 2011, để khuyến khích tiến trình này; đây là chuyến thăm đầu tiên của một Ngoại trưởng Hoa Kỳ trong hơn 50 năm. Một năm sau, Tổng thống Hoa Kỳ Barack Obama cũng đến thăm, trở thành tổng thống Hoa Kỳ đầu tiên đến thăm quốc gia này.
Đảng của Suu Kyi, Liên minh Quốc gia vì Dân chủ (NLD), đã tham gia cuộc bầu cử bổ sung được tổ chức vào ngày 1 tháng 4 năm 2012 sau khi chính phủ bãi bỏ các luật dẫn đến việc NLD tẩy chay cuộc tổng tuyển cử năm 2010. Bà Suu Kyi đã dẫn dắt NLD giành chiến thắng vang dội trong cuộc bầu cử bổ sung, giành 41 trong tổng số 44 ghế tranh cử, và bà đã giành được một ghế đại diện cho khu vực bầu cử Kawhmu tại Hạ viện Quốc hội Myanmar.
Kết quả cuộc bầu cử năm 2015 đã mang lại cho Liên minh Quốc gia vì Dân chủ đa số tuyệt đối trong cả hai viện Quốc hội Myanmar, đủ để đảm bảo rằng ứng cử viên của họ sẽ trở thành tổng thống, mặc dù lãnh đạo NLD, bà Aung San Suu Kyi, bị cấm theo hiến pháp đảm nhận chức vụ tổng thống. Tuy nhiên, các cuộc xung đột giữa quân đội Myanmar và các nhóm nổi dậy địa phương vẫn tiếp tục diễn ra.

### 2016–2021
Quốc hội mới đã họp vào ngày 1 tháng 2 năm 2016 và, vào ngày 15 tháng 3 năm 2016, Htin Kyaw đã được bầu làm tổng thống dân sự đầu tiên của đất nước kể từ cuộc đảo chính quân sự năm 1962. Aung San Suu Kyi đã đảm nhận vai trò mới được tạo ra là Cố vấn Nhà nước, một vị trí tương tự như Thủ tướng, vào ngày 6 tháng 4 năm 2016.

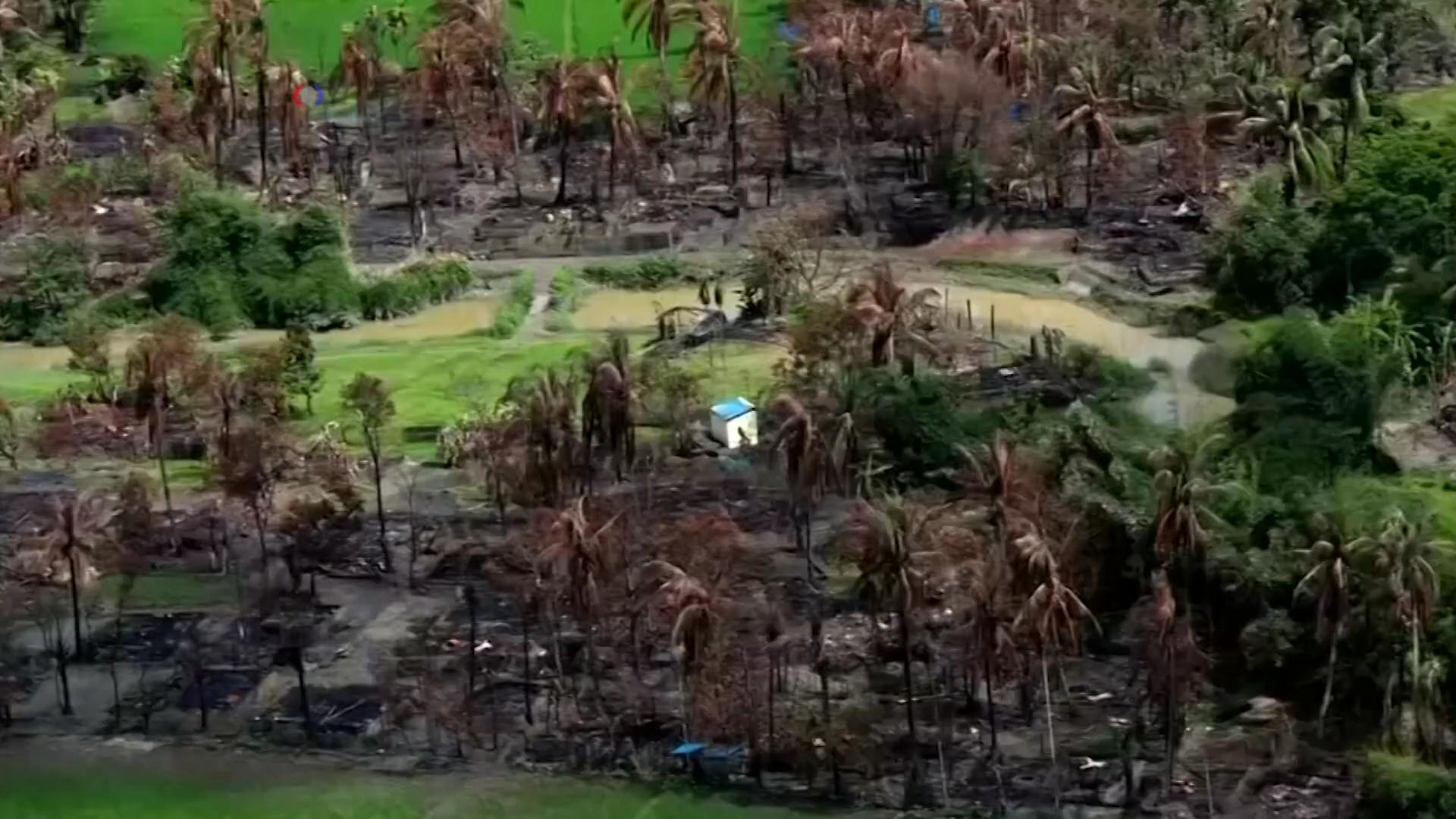
Toàn cảnh một ngôi làng của người Rohingya bị thiêu rụi ở bang Rakhine, tháng 9 năm 2017.

Chiến thắng vang dội Liên minh Quốc gia vì Dân chủ của Aung San Suu Kyi trong cuộc tổng tuyển cử năm 2015 đã làm dấy lên hy vọng về một cuộc chuyển đổi thành công Myanmar từ chế độ quân sự chặt chẽ sang một hệ thống dân chủ tự do. Tuy nhiên, các cuộc khủng hoảng chính trị nội bộ, nền kinh tế suy yếu và xung đột sắc tộc tiếp tục khiến quá trình chuyển đổi sang dân chủ trở nên đau đớn. Vụ ám sát vào năm 2017 Ko Ni, một luật sư Hồi giáo nổi tiếng và là thành viên chủ chốt Liên minh Quốc gia vì Dân chủ đang cầm quyền ở Myanmar, được coi là một đòn giáng mạnh vào nền dân chủ mong manh. Vụ ám sát Ko Ni đã tước đi một góc nhìn quan trọng mà ông ấy mang lại cho Aung San Suu Kyi, đặc biệt là về việc cải cách Hiến pháp do quân đội soạn thảo và đưa đất nước tiến đến dân chủ.
Cuộc đàn áp quân sự chống lại người Rohingya đã diễn ra từ tháng 10 năm 2016 đến tháng 1 năm 2017 và đợt thứ hai đã bắt đầu từ tháng 8 năm 2017. Cuộc khủng hoảng này đã buộc hơn một triệu người Rohingya phải chạy trốn sang các quốc gia khác. Phần lớn đã chạy sang Bangladesh, dẫn đến sự hình thành trại tị nạn Kutupalong, trại tị nạn lớn nhất thế giới.
Trong cuộc tổng tuyển cử vào ngày 8 tháng 11 năm 2020, Liên minh Quốc gia vì Dân chủ (NLD) đã giành được 396 trong tổng số 476 ghế trong Quốc hội, với tỷ lệ chiến thắng thậm chí còn lớn hơn so với cuộc bầu cử năm 2015. Đảng Đoàn kết và Phát triển Liên bang, đảng ủy nhiệm của quân đội, chỉ giành được 33 ghế.

### 2021–hiện tại
Vào ngày 1 tháng 2 năm 2021, quân đội Myanmar, Tatmadaw, đã bắt giữ Cố vấn Nhà nước Aung San Suu Kyi và các thành viên chính phủ khác. Quân đội đã trao quyền lực cho Tổng tư lệnh quân đội Min Aung Hlaing và tuyên bố tình trạng khẩn cấp kéo dài một năm.

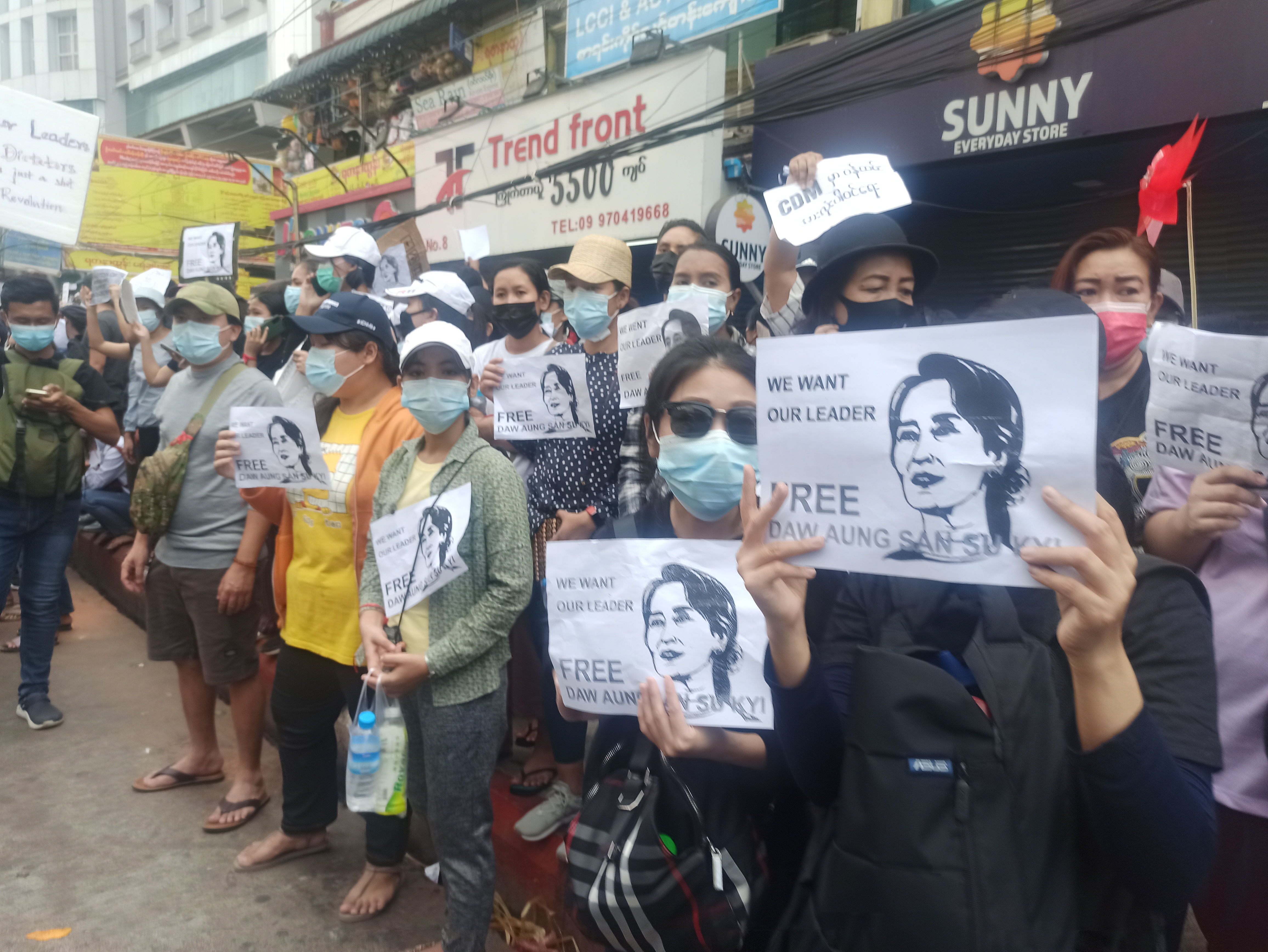
Các nhà hoạt động biểu tình ở Yangon cầm biển hiệu ghi "Tự do cho Daw Aung San Suu Kyi" vào ngày 8 tháng 2 năm 2021.

Vào ngày 2 tháng 2 năm 2021, các nhân viên y tế và công chức trên khắp cả nước, bao gồm cả ở thủ đô Naypyidaw, đã phát động một phong trào bất tuân dân sự quốc gia nhằm phản đối cuộc đảo chính. Người biểu tình đã sử dụng các hình thức biểu tình hòa bình và phi bạo lực, bao gồm các hành động bất tuân dân sự, đình công, chiến dịch tẩy chay quân đội, phong trào gõ nồi niêu, chiến dịch ruy băng đỏ, các cuộc biểu tình công khai và việc công nhận chính thức kết quả bầu cử bởi các đại biểu đắc cử.
Vào ngày 20 tháng 2, hai người đã bị bắn chết và ít nhất hai chục người khác bị thương tại Mandalay bởi quân đội trong một cuộc đàn áp bạo lực. Những người này là cư dân thị trấn Maha Aung Myay bảo vệ các công nhân nhà máy đóng tàu tham gia phong trào bất tuân dân sự khỏi cảnh sát đang buộc họ quay trở lại làm việc. Ngoài việc bắn đạn thật, cảnh sát và quân đội cũng đánh đập, bắt giữ, sử dụng vòi rồng và ném nhiều vật thể khác nhau như viên bi và đá vào dân thường.
Tính đến ngày 26 tháng 3 năm 2021, ít nhất 3,070 người đã bị giam giữ, và ít nhất 423 người biểu tình đã bị giết bởi lực lượng quân đội hoặc cảnh sát.
Các cuộc nổi dậy vũ trang bởi Lực lượng Phòng vệ Nhân dân thuộc Chính phủ Đoàn kết Dân tộc đã nổ ra trên khắp Myanmar. Ở nhiều làng mạc và thị trấn, các cuộc tấn công của lực lượng chính quyền đã khiến hàng chục nghìn người phải di tản. UNOCHA cho biết tính đến đầu tháng 9 năm 2022, có 974,000 người đã bị di dời trong nước kể từ cuộc đảo chính. Ngoài ra, từ cuộc đảo chính vào tháng 2 năm 2021 đến tháng 6 năm 2022, hơn 40,000 người đã chạy trốn sang các quốc gia lân cận, bao gồm nhiều người từ các cộng đồng gần biên giới bị tấn công bởi chính quyền.